# Olympische Sommerspiele 2024/Teilnehmer (Frankreich)
| Gelbes Symbol für Goldmedaillen mit stilisierten Olympischen Ringen | Graues Symbol für Silbermedaillen mit stilisierten Olympischen Ringen | Braundes Symbol für Bronzemedaillen mit stilisierten Olympischen Ringen |
| ------------------------------------------------------------------- | --------------------------------------------------------------------- | ----------------------------------------------------------------------- |
| 16                                                                  | 26                                                                    | 22                                                                      |

Frankreich nahm als Gastgeber an den Olympischen Spielen 2024 vom 26. Juli bis zum 11. August 2024 in Paris mit 580 Athleten (294 Männer, 286 Frauen) teil. Es war die insgesamt 29. Teilnahme an Olympischen Sommerspielen. Mit insgesamt 64 Medaillen gewann Frankreich in seiner olympischen Geschichte bislang lediglich bei der Austragung im Jahr 1900, die ebenfalls in Paris stattfand, mehr Medaillen.

## Medaillen

### Medaillenspiegel
| Rang   | Sportart               | Gold | Silber | Bronze | Gesamt |
| ------ | ---------------------- | ---- | ------ | ------ | ------ |
| 1      | Schwimmen              | 4    | 1      | 2      | 7      |
| 2      | Judo                   | 2    | 2      | 6      | 10     |
| 3      | Fechten                | 1    | 4      | 2      | 7      |
| 4      | Kanu                   | 1    | 2      | 0      | 3      |
| 5      | Radsport BMX Race      | 1    | 1      | 1      | 3      |
| 6      | Radsport Mountainbike  | 1    | 1      | 0      | 2      |
| 7      | Surfen                 | 1    | 0      | 1      | 2      |
| 7      | Taekwondo              | 1    | 0      | 1      | 2      |
| 7      | Triathlon              | 1    | 0      | 1      | 2      |
| 10     | 7er-Rugby              | 1    | 0      | 0      | 1      |
| 10     | Bahnradsport           | 1    | 0      | 0      | 1      |
| 10     | Volleyball             | 1    | 0      | 0      | 1      |
| 13     | Boxen                  | 0    | 2      | 1      | 3      |
| 14     | Basketball             | 0    | 2      | 0      | 1      |
| 15     | Bogenschießen          | 0    | 1      | 1      | 2      |
| 15     | Straßenradsport        | 0    | 1      | 1      | 2      |
| 15     | Reiten                 | 0    | 1      | 1      | 2      |
| 15     | Segeln                 | 0    | 1      | 1      | 2      |
| 19     | 3x3 Basketball         | 0    | 1      | 0      | 1      |
| 19     | Breaking               | 0    | 1      | 0      | 1      |
| 19     | Fußball                | 0    | 1      | 0      | 1      |
| 19     | Handball               | 0    | 1      | 0      | 1      |
| 19     | Leichtathletik         | 0    | 1      | 0      | 1      |
| 19     | Moderner Fünfkampf     | 0    | 1      | 0      | 1      |
| 19     | Schießen               | 0    | 1      | 0      | 1      |
| 26     | Tischtennis            | 0    | 0      | 2      | 2      |
| 27     | Radsport BMX Freestyle | 0    | 0      | 1      | 1      |
| Gesamt | Gesamt                 | 16   | 26     | 22     | 64     |

### Medaillengewinner
| Name/n | Sportart           | Wettkampf                 |
| --- | ------------------ | ------------------------- |
| Gold |                    |                           |
| Teddy Riner | Judo               | Klasse über 100 kg        |
| Shirine Boukli Amandine Buchard Sarah Léonie Cysique Clarisse Agbegnenou Marie-Ève Gahié Madeleine Malonga Romane Dicko Luka Mkheidze Walide Khyar Joan-Benjamin Gaba Alpha Oumar Djalo Maxime-Gaël Ngayap Hambou Aurélien Diesse Teddy Riner                                        | Judo               | Mixed Team                |
| Manon Apithy-Brunet | Fechten            | Säbel Einzel              |
| Kauli Vaast | Surfen             | Shortboard                |
| Nicolas Gestin | Kanu               | C1 Slalom                 |
| Jean-Pascal Barraque Antoine Dupont Théo Forner Aaron Grandidier Jefferson-Lee Joseph Stephen Parez Varian Pasquet Rayan Rebbadj Paulin Riva Jordan Sepho Andy Timo Antoine Zeghdar                                                                                                  | 7er-Rugby          | Männer                    |
| Benjamin Thomas | Radsport           | Omnium                    |
| Pauline Ferrand-Prévot | Radsport           | Cross-Country             |
| Joris Daudet | Radsport           | BMX-Rennen                |
| Léon Marchand | Schwimmen          | 200 m Brust               |
| Léon Marchand | Schwimmen          | 200 m Schmetterling       |
| Léon Marchand | Schwimmen          | 200 m Lagen               |
| Léon Marchand | Schwimmen          | 400 m Lagen               |
| Althéa Laurin | Taekwondo          | Klasse über 67 kg         |
| Cassandre Beaugrand | Triathlon          | Einzel                    |
| Antoine Brizard Barthélémy Chinenyeze Trévor Clévenot Théo Faure Jenia Grebennikov Quentin Jouffroy Nicolas Le Goff Yacine Louati Earvin N’Gapeth Jean Patry Kévin Tillie Benjamin Toniutti                                                                                          | Volleyball         | Männer                    |
| Silber |                    |                           |
| Valérie Ayayi Marième Badiane Romane Bernies Alexia Chery Marine Fauthoux Marine Johannès Leila Lacan Dominique Malonga Sarah Michel Iliana Rupert Janelle Salaun Gabby Williams | Basketball         | Frauen                    |
| Andrew Albicy Nicolas Batum Nando de Colo Isaïa Cordinier Bilal Coulibaly Evan Fournier Rudy Gobert Mathias Lessort Frank Ntilikina Matthew Strazel Victor Wembanyama Guerschon Yabusele                                                                                             | Basketball         | Männer                    |
| Lucas Dussoulier Jules Rambaut Franck Seguela Timothé Vergiat | Basketball         | 3×3 Männer                |
| Baptiste Addis Thomas Chirault Jean-Charles Valladont | Bogenschießen      | Mannschaft                |
| Billal Bennama | Boxen              | Klasse bis 51 kg          |
| Sofiane Oumiha | Boxen              | Klasse bis 63,5 kg        |
| Danis Civil (Dany Dann) | Breaking           | B-Boys                    |
| Auriane Mallo-Breton | Fechten            | Degen Einzel              |
| Marie-Florence Candassamy Auriane Mallo-Breton Coraline Vitalis Alexandra Louis-Marie | Fechten            | Degen Mannschaft          |
| Sara Balzer | Fechten            | Säbel Einzel              |
| Yannick Borel | Fechten            | Degen Einzel              |
| Maghnes Akliouche Loïc Badé Rayan Cherki Joris Chotard Désiré Doué Arnaud Kalimuendo Manu Koné Alexandre Lacazette Bradley Locko Castello Lukeba Soungoutou Magassa Jean-Philippe Mateta Enzo Millot Obed Nkambadio Michael Olise Guillaume Restes Kiliann Sildillia Adrien Truffert | Fußball            | Männer                    |
| Sarah Bouktit Cléopâtre Darleux Laura Flippes Pauletta Foppa Laura Glauser Léna Grandveau Lucie Granier Tamara Horacek Orlane Kanor Coralie Lassource Méline Nocandy Estelle Nze Minko Oriane Ondono Hatadou Sako Alicia Toublanc Chloé Valentini Grâce Zaadi                        | Handball           | Frauen                    |
| Luka Mkheidze | Judo               | Klasse bis 60 kg          |
| Joan-Benjamin Gaba | Judo               | Klasse bis 73 kg          |
| Titouan Castryck | Kanu               | K1 Slalom                 |
| Angèle Hug | Kanu               | K1 Cross                  |
| Cyréna Samba-Mayela | Leichtathletik     | 100 m Hürden              |
| Élodie Clouvel | Moderner Fünfkampf | Frauen                    |
| Valentin Madouas | Radsport           | Straßenrennen             |
| Victor Koretzky | Radsport           | Cross-Country             |
| Sylvain André | Radsport           | BMX-Rennen                |
| Nicolas Touzaint mit Diabolo Menthe Karim Laghouag mit Triton Fontaine Stephané Landois mit Chaman Dumontceau | Reiten             | Vielseitigkeit Mannschaft |
| Camille Jedrzejewski | Schießen           | 25 m Sportpistole         |
| Anastasiia Kirpichnikova | Schwimmen          | 1500 m Freistil           |
| Lauriane Nolot | Segeln             | Formula Kite              |
| Bronze |                    |                           |
| Lisa Barbelin | Bogenschießen      | Einzel                    |
| Djamili-Dini Aboudou | Boxen              | Klasse ab 92 kg           |
| Enzo Lefort Julien Mertine Maxime Pauty Maximilien Chastanet | Fechten            | Florett Mannschaft        |
| Boladé Apithy Sébastien Patrice Maxime Pianfetti Jean-Philippe Patrice | Fechten            | Säbel Mannschaft          |
| Shirine Boukli | Judo               | Klasse bis 48 kg          |
| Amandine Buchard | Judo               | Klasse bis 52 kg          |
| Sarah Léonie Cysique | Judo               | Klasse bis 57 kg          |
| Clarisse Agbegnenou | Judo               | Klasse bis 63 kg          |
| Romane Dicko | Judo               | Klasse über 78 kg         |
| Maxime-Gaël Ngayap Hambou | Judo               | Klasse bis 90 kg          |
| Christophe Laporte | Radsport           | Straßenrennen             |
| Romain Mahieu | Radsport           | BMX-Rennen                |
| Anthony Jeanjean | Radsport           | BMX-Freestyle             |
| Simon Delestre mit I.Amelusina R 51 Olivier Perreau mit Dorai D’Aiguilly Julien Épaillard mit Dubai du Cèdre | Reiten             | Springreiten Mannschaft   |
| Florent Manaudou | Schwimmen          | 50 m Freistil             |
| Rafael Fente-Damers Maxime Grousset Florent Manaudou Léon Marchand Yohann Ndoye-Brouard Clément Secchi | Schwimmen          | 4 × 100 m Lagen           |
| Charline Picon Sarah Steyaert | Segeln             | 49erFX                    |
| Johanne Defay | Surfen             | Shortboard                |
| Cyrian Ravet | Taekwondo          | Klasse bis 58 kg          |
| Félix Lebrun | Tischtennis        | Einzel                    |
| Félix Lebrun Alexis Lebrun Simon Gauzy | Tischtennis        | Mannschaft                |
| Léo Bergère | Triathlon          | Einzel                    |

## Teilnehmer nach Sportarten

### Badminton
| Athleten                        | Wettbewerb | Gruppenphase                    | Gruppenphase                  | Gruppenphase | Gruppenphase | Achtelfinale  | Achtelfinale       | Viertelfinale | Viertelfinale | Halbfinale    | Halbfinale    | Finale / Platz 3 | Finale / Platz 3 | Rang |
| Athleten                        | Wettbewerb | Gegner                          | Ergebnis                      | Punkte       | Rang         | Gegner        | Ergebnis           | Gegner        | Ergebnis      | Gegner        | Ergebnis      | Gegner           | Ergebnis         | Rang |
| ------------------------------- | ---------- | ------------------------------- | ----------------------------- | ------------ | ------------ | ------------- | ------------------ | ------------- | ------------- | ------------- | ------------- | ---------------- | ---------------- | ---- |
| Frauen                          |            |                                 |                               |              |              |               |                    |               |               |               |               |                  |                  |      |
| Qi Xuefei                       | Einzel     | K. Nalbantowa                   | 0:2 (18:21, 18:21)            | 0            | 3            | ausgeschieden | ausgeschieden      | ausgeschieden | ausgeschieden | ausgeschieden | ausgeschieden | ausgeschieden    | ausgeschieden    | 27   |
| Qi Xuefei                       | Einzel     | An S.-y.                        | 0:2 (5:21, 7:21)              | 0            | 3            | ausgeschieden | ausgeschieden      | ausgeschieden | ausgeschieden | ausgeschieden | ausgeschieden | ausgeschieden    | ausgeschieden    | 27   |
| Margot Lambert Anne Tran        | Doppel     | J. Kititharakul / R. Prajongjai | 1:2 (21:12, 13:21, 15:21)     | 0            | 4            | —             | —                  | ausgeschieden | ausgeschieden | ausgeschieden | ausgeschieden | ausgeschieden    | ausgeschieden    | 13   |
| Margot Lambert Anne Tran        | Doppel     | Baek H.-n. / Lee S.-h.          | 0:2 (13:21, 8:21)             | 0            | 4            | —             | —                  | ausgeschieden | ausgeschieden | ausgeschieden | ausgeschieden | ausgeschieden    | ausgeschieden    | 13   |
| Margot Lambert Anne Tran        | Doppel     | M. Fruergaard / S. Thygesen     | 0:2 (16:21, 12:21)            | 0            | 4            | —             | —                  | ausgeschieden | ausgeschieden | ausgeschieden | ausgeschieden | ausgeschieden    | ausgeschieden    | 13   |
| Männer                          |            |                                 |                               |              |              |               |                    |               |               |               |               |                  |                  |      |
| Toma Junior Popov               | Einzel     | H. Shu                          | 2:0 (21:11, 21:12)            | 2            | 1            | Lee Z. J.     | 0:2 (13:21, 22:24) | ausgeschieden | ausgeschieden | ausgeschieden | ausgeschieden | ausgeschieden    | ausgeschieden    | 9    |
| Toma Junior Popov               | Einzel     | A. Ginting                      | 2:1 (19:21, 21:17, 21:15)     | 2            | 1            | Lee Z. J.     | 0:2 (13:21, 22:24) | ausgeschieden | ausgeschieden | ausgeschieden | ausgeschieden | ausgeschieden    | ausgeschieden    | 9    |
| Christo Popov Toma Junior Popov | Doppel     | S. Jomkoh / K. Kedren           | 0:2 (14:21, 19:21)            | 1            | 3            | —             | —                  | ausgeschieden | ausgeschieden | ausgeschieden | ausgeschieden | ausgeschieden    | ausgeschieden    | 9    |
| Christo Popov Toma Junior Popov | Doppel     | Kang M.-h. / Seo S.-j.          | 0:2 (17:21, 15:21)            | 1            | 3            | —             | —                  | ausgeschieden | ausgeschieden | ausgeschieden | ausgeschieden | ausgeschieden    | ausgeschieden    | 9    |
| Christo Popov Toma Junior Popov | Doppel     | O. Král / A. Mendrek            | 2:0 (21:18, 21:19)            | 1            | 3            | —             | —                  | ausgeschieden | ausgeschieden | ausgeschieden | ausgeschieden | ausgeschieden    | ausgeschieden    | 9    |
| Lucas Corvée Ronan Labar        | Doppel     | S. Rankireddy / C. Shetty       | 0:2 (17:21, 14:21)            | 0            | 3            | —             | —                  | ausgeschieden | ausgeschieden | ausgeschieden | ausgeschieden | ausgeschieden    | ausgeschieden    | 9    |
| Lucas Corvée Ronan Labar        | Doppel     | F. Alfian / M. R. Ardianto      | 0:2 (13:21, 10:21)            | 0            | 3            | —             | —                  | ausgeschieden | ausgeschieden | ausgeschieden | ausgeschieden | ausgeschieden    | ausgeschieden    | 9    |
| Lucas Corvée Ronan Labar        | Doppel     | M. Lamsfuß / M. Seidel          | Nichtantritt Lamsfuß / Seidel | 0            | 3            | —             | —                  | ausgeschieden | ausgeschieden | ausgeschieden | ausgeschieden | ausgeschieden    | ausgeschieden    | 9    |
| Mixed                           |            |                                 |                               |              |              |               |                    |               |               |               |               |                  |                  |      |
| Thom Gicquel Delphine Delrue    | Doppel     | Zheng S. / Huang Y.             | 0:2 (14:21, 21:23)            | 1            | 3            | —             | —                  | ausgeschieden | ausgeschieden | ausgeschieden | ausgeschieden | ausgeschieden    | ausgeschieden    | 9    |
| Thom Gicquel Delphine Delrue    | Doppel     | Kim W.-h. / Jeong N.-e.         | 0:2 (20:22, 16:21)            | 1            | 3            | —             | —                  | ausgeschieden | ausgeschieden | ausgeschieden | ausgeschieden | ausgeschieden    | ausgeschieden    | 9    |
| Thom Gicquel Delphine Delrue    | Doppel     | R. Rivaldy / P. H. Mentari      | 2:0 (21:13, 21:15)            | 1            | 3            | —             | —                  | ausgeschieden | ausgeschieden | ausgeschieden | ausgeschieden | ausgeschieden    | ausgeschieden    | 9    |

### Basketball

#### Basketball
| Wettbewerb    | Frauen | Männer |
| ------------- | --- | --- |
| Athleten      | Valérie Ayayi Marième Badiane Romane Bernies Alexia Chery Marine Fauthoux Marine Johannès Leila Lacan Dominique Malonga Sarah Michel Iliana Rupert Janelle Salaun Gabby Williams | Andrew Albicy Nicolas Batum Nando de Colo Isaïa Cordinier Bilal Coulibaly Evan Fournier Rudy Gobert Mathias Lessort Frank Ntilikina Matthew Strazel Victor Wembanyama Guerschon Yabusele |
| Trainer       | Jean-Aimé Toupane | Vincent Collet |
| Gruppenphase  | Kanada (75:54) Nigeria (75:54) Australien (72:79) | Brasilien (78:66) Japan (94:90) Deutschland (71:85) |
| Viertelfinale | Deutschland (84:71) | Kanada (82:73) |
| Halbfinale    | Belgien (81:75) | Deutschland (73:69) |
| Finale        | Vereinigte Staaten (66:67) | Vereinigte Staaten (87:98) |
| Rang          | Silber | Silber |

#### 3×3-Basketball
| Wettbewerb   | Frauen | Männer |
| ------------ | --- | --- |
| Athleten     | Myriam Djekoundade Laëtitia Guapo Hortense Limouzin Marie-Ève Paget                                                                 | Lucas Dussoulier Jules Rambaut Franck Seguela Timothé Vergiat                                                               |
| Gruppenphase | China (19:21) Spanien (12:17) Aserbaidschan (15:10) Kanada (9:13) Vereinigte Staaten (13:14) Deutschland (13:14) Australien (18:16) | Polen (21:19) Litauen (21:20) Niederlande (13:20) Serbien (16:19) Lettland (20:22) Vereinigte Staaten (19:21) China (21:12) |
| Play-In      | ausgeschieden | Serbien (22:19) |
| Halbfinale   | ausgeschieden | Lettland (21:14) |
| Finale       | ausgeschieden | Niederlande (17:18) |
| Rang         | 8 | Silber |

### Beachvolleyball
| Athleten                         | Gruppenphase           | Gruppenphase             | Gruppenphase | Gruppenphase | Achtelfinale                                               | Achtelfinale                                               | Viertelfinale                                              | Viertelfinale                                              | Halbfinale                                                 | Halbfinale                                                 | Finale / Platz 3                                           | Finale / Platz 3                                           | Rang |
| Athleten                         | Gegner                 | Ergebnis                 | Punkte       | Rang         | Gegner                                                     | Ergebnis                                                   | Gegner                                                     | Ergebnis                                                   | Gegner                                                     | Ergebnis                                                   | Gegner                                                     | Ergebnis                                                   | Rang |
| -------------------------------- | ---------------------- | ------------------------ | ------------ | ------------ | ---------------------------------------------------------- | ---------------------------------------------------------- | ---------------------------------------------------------- | ---------------------------------------------------------- | ---------------------------------------------------------- | ---------------------------------------------------------- | ---------------------------------------------------------- | ---------------------------------------------------------- | ---- |
| Frauen                           |                        |                          |              |              |                                                            |                                                            |                                                            |                                                            |                                                            |                                                            |                                                            |                                                            |      |
| Aline Chamereau Clémence Vieira  | Müller / Tillmann      | 0:2 (12:21, 14:21)       | 3            | 4            | ausgeschieden                                              | ausgeschieden                                              | ausgeschieden                                              | ausgeschieden                                              | ausgeschieden                                              | ausgeschieden                                              | ausgeschieden                                              | ausgeschieden                                              | 19   |
| Aline Chamereau Clémence Vieira  | Hughes / Cheng         | 0:2 (16:21, 21:23)       | 3            | 4            | ausgeschieden                                              | ausgeschieden                                              | ausgeschieden                                              | ausgeschieden                                              | ausgeschieden                                              | ausgeschieden                                              | ausgeschieden                                              | ausgeschieden                                              | 19   |
| Aline Chamereau Clémence Vieira  | Hermannová / Štochlová | 1:2 (13:21, 21:18, 9:15) | 3            | 4            | ausgeschieden                                              | ausgeschieden                                              | ausgeschieden                                              | ausgeschieden                                              | ausgeschieden                                              | ausgeschieden                                              | ausgeschieden                                              | ausgeschieden                                              | 19   |
| Lézana Placette Alexia Richard   | Ludwig / Lippmann      | 2:0 (21:14, 22:20)       | 4            | 3            | in der Lucky Loser Runde gegen Akiko / Ishii ausgeschieden | in der Lucky Loser Runde gegen Akiko / Ishii ausgeschieden | in der Lucky Loser Runde gegen Akiko / Ishii ausgeschieden | in der Lucky Loser Runde gegen Akiko / Ishii ausgeschieden | in der Lucky Loser Runde gegen Akiko / Ishii ausgeschieden | in der Lucky Loser Runde gegen Akiko / Ishii ausgeschieden | in der Lucky Loser Runde gegen Akiko / Ishii ausgeschieden | in der Lucky Loser Runde gegen Akiko / Ishii ausgeschieden | 17   |
| Lézana Placette Alexia Richard   | Álvarez / Moreno       | 0:2 (12:21, 15:21)       | 4            | 3            | in der Lucky Loser Runde gegen Akiko / Ishii ausgeschieden | in der Lucky Loser Runde gegen Akiko / Ishii ausgeschieden | in der Lucky Loser Runde gegen Akiko / Ishii ausgeschieden | in der Lucky Loser Runde gegen Akiko / Ishii ausgeschieden | in der Lucky Loser Runde gegen Akiko / Ishii ausgeschieden | in der Lucky Loser Runde gegen Akiko / Ishii ausgeschieden | in der Lucky Loser Runde gegen Akiko / Ishii ausgeschieden | in der Lucky Loser Runde gegen Akiko / Ishii ausgeschieden | 17   |
| Lézana Placette Alexia Richard   | Hüberli / Brunner      | 0:2 (11:21, 8:21)        | 4            | 3            | in der Lucky Loser Runde gegen Akiko / Ishii ausgeschieden | in der Lucky Loser Runde gegen Akiko / Ishii ausgeschieden | in der Lucky Loser Runde gegen Akiko / Ishii ausgeschieden | in der Lucky Loser Runde gegen Akiko / Ishii ausgeschieden | in der Lucky Loser Runde gegen Akiko / Ishii ausgeschieden | in der Lucky Loser Runde gegen Akiko / Ishii ausgeschieden | in der Lucky Loser Runde gegen Akiko / Ishii ausgeschieden | in der Lucky Loser Runde gegen Akiko / Ishii ausgeschieden | 17   |
| Männer                           |                        |                          |              |              |                                                            |                                                            |                                                            |                                                            |                                                            |                                                            |                                                            |                                                            |      |
| Youssef Krou Arnaud Gauthier-Rat | Evans / Budinger       | 0:2 (14:21, 11:21)       | 3            | 4            | ausgeschieden                                              | ausgeschieden                                              | ausgeschieden                                              | ausgeschieden                                              | ausgeschieden                                              | ausgeschieden                                              | ausgeschieden                                              | ausgeschieden                                              | 19   |
| Youssef Krou Arnaud Gauthier-Rat | Herrera / Gavira       | 1:2 (21:23, 23:21, 8:15) | 3            | 4            | ausgeschieden                                              | ausgeschieden                                              | ausgeschieden                                              | ausgeschieden                                              | ausgeschieden                                              | ausgeschieden                                              | ausgeschieden                                              | ausgeschieden                                              | 19   |
| Youssef Krou Arnaud Gauthier-Rat | Boermans / de Groot    | 0:2 (15:21, 16:21)       | 3            | 4            | ausgeschieden                                              | ausgeschieden                                              | ausgeschieden                                              | ausgeschieden                                              | ausgeschieden                                              | ausgeschieden                                              | ausgeschieden                                              | ausgeschieden                                              | 19   |
| Julien Lyneel Rémi Bassereau     | Ehlers / Wickler       | 0:2 (15:21, 17:21)       | 3            | 4            | ausgeschieden                                              | ausgeschieden                                              | ausgeschieden                                              | ausgeschieden                                              | ausgeschieden                                              | ausgeschieden                                              | ausgeschieden                                              | ausgeschieden                                              | 19   |
| Julien Lyneel Rémi Bassereau     | Bryl / Łosiak          | 0:2 (15:21, 18:21)       | 3            | 4            | ausgeschieden                                              | ausgeschieden                                              | ausgeschieden                                              | ausgeschieden                                              | ausgeschieden                                              | ausgeschieden                                              | ausgeschieden                                              | ausgeschieden                                              | 19   |
| Julien Lyneel Rémi Bassereau     | Hodges / Schubert      | 0:2 (16:21, 20:22)       | 3            | 4            | ausgeschieden                                              | ausgeschieden                                              | ausgeschieden                                              | ausgeschieden                                              | ausgeschieden                                              | ausgeschieden                                              | ausgeschieden                                              | ausgeschieden                                              | 19   |

### Bogenschießen
| Athleten                                              | Wettbewerb | Qualifikation | Qualifikation | 1. Runde         | 1. Runde | 2. Runde      | 2. Runde      | Achtelfinale  | Achtelfinale  | Viertelfinale | Viertelfinale | Halbfinale    | Halbfinale    | Finale / Platz 3 | Finale / Platz 3 | Rang   |
| Athleten                                              | Wettbewerb | Ringe         | Rang          | Gegner           | Ergebnis | Gegner        | Ergebnis      | Gegner        | Ergebnis      | Gegner        | Ergebnis      | Gegner        | Ergebnis      | Gegner           | Ergebnis         | Rang   |
| ----------------------------------------------------- | ---------- | ------------- | ------------- | ---------------- | -------- | ------------- | ------------- | ------------- | ------------- | ------------- | ------------- | ------------- | ------------- | ---------------- | ---------------- | ------ |
| Frauen                                                |            |               |               |                  |          |               |               |               |               |               |               |               |               |                  |                  |        |
| Lisa Barbelin                                         | Einzel     | 652           | 30            | G. Schloesser    | 6:2      | Yang X.       | 6:2           | A. L. Caetano | 6:2           | D. Choirunisa | 6:5           | Nam S.-h.     | 0:6           | Jeon H.-y.       | 6:4              | Bronze |
| Amélie Cordeau                                        | Einzel     | 661           | 17            | D. Baránková     | 7:3      | M. Havers     | 5:6           | ausgeschieden | ausgeschieden | ausgeschieden | ausgeschieden | ausgeschieden | ausgeschieden | ausgeschieden    | ausgeschieden    | 17     |
| Caroline Lopez                                        | Einzel     | 659           | 21            | L. Paeglis       | 6:4      | S. Noda       | 2:6           | ausgeschieden | ausgeschieden | ausgeschieden | ausgeschieden | ausgeschieden | ausgeschieden | ausgeschieden    | ausgeschieden    | 17     |
| Lisa Barbelin Amélie Cordeau Caroline Lopez           | Mannschaft | 1972          | 5             | —                | —        | —             | —             | Niederlande   | 0:6           | ausgeschieden | ausgeschieden | ausgeschieden | ausgeschieden | ausgeschieden    | ausgeschieden    | 9      |
| Männer                                                |            |               |               |                  |          |               |               |               |               |               |               |               |               |                  |                  |        |
| Baptiste Addis                                        | Einzel     | 678           | 6             | A. Jeremenko     | 6:2      | A. Wise       | 7:3           | M. Grande     | 6:4           | F. Unruh      | 5:6           | ausgeschieden | ausgeschieden | ausgeschieden    | ausgeschieden    | 5      |
| Thomas Chirault                                       | Einzel     | 676           | 9             | Andrés Hernández | 7:1      | Tai Y.-h.     | 6:5           | M. Gazoz      | 5:6           | ausgeschieden | ausgeschieden | ausgeschieden | ausgeschieden | ausgeschieden    | ausgeschieden    | 9      |
| Jean-Charles Valladont                                | Einzel     | 671           | 19            | C. Hall          | 4:6      | ausgeschieden | ausgeschieden | ausgeschieden | ausgeschieden | ausgeschieden | ausgeschieden | ausgeschieden | ausgeschieden | ausgeschieden    | ausgeschieden    | 33     |
| Baptiste Addis Thomas Chirault Jean-Charles Valladont | Mannschaft | 2025          | 2             | —                | —        | —             | —             | —             | —             | Italien       | 6:2           | Türkei        | 5:4           | Südkorea         | 1:5              | Silber |
| Mixed                                                 |            |               |               |                  |          |               |               |               |               |               |               |               |               |                  |                  |        |
| Amélie Cordeau Baptiste Addis                         | Mannschaft | 1339          | 8             | —                | —        | —             | —             | Italien       | 0:6           | ausgeschieden | ausgeschieden | ausgeschieden | ausgeschieden | ausgeschieden    | ausgeschieden    | 9      |

### Boxen
| Athleten             | Wettbewerb         | 1. Runde    | 1. Runde | Achtelfinale  | Achtelfinale  | Viertelfinale | Viertelfinale | Halbfinale    | Halbfinale    | Finale        | Finale        | Rang   |
| Athleten             | Wettbewerb         | Gegner      | Ergebnis | Gegner        | Ergebnis      | Gegner        | Ergebnis      | Gegner        | Ergebnis      | Gegner        | Ergebnis      | Rang   |
| -------------------- | ------------------ | ----------- | -------- | ------------- | ------------- | ------------- | ------------- | ------------- | ------------- | ------------- | ------------- | ------ |
| Frauen               |                    |             |          |               |               |               |               |               |               |               |               |        |
| Wassila Lkhadiri     | Klasse bis 50 kg   | Freilos     | Freilos  | D. Moorehouse | 4:1           | A. Villegas   | 2:3           | ausgeschieden | ausgeschieden | ausgeschieden | ausgeschieden | 5      |
| Amina Zidani         | Klasse bis 57 kg   | Freilos     | Freilos  | N. Petecio    | 1:4           | ausgeschieden | ausgeschieden | ausgeschieden | ausgeschieden | ausgeschieden | ausgeschieden | 9      |
| Estelle Mossely      | Klasse bis 60 kg   | J. Gonzalez | 0:4      | ausgeschieden | ausgeschieden | ausgeschieden | ausgeschieden | ausgeschieden | ausgeschieden | ausgeschieden | ausgeschieden | 17     |
| Davina Michel        | Klasse bis 75 kg   | —           | —        | B. Manikon    | 5:0           | C. Ngamba     | 0:5           | ausgeschieden | ausgeschieden | ausgeschieden | ausgeschieden | 5      |
| Männer               |                    |             |          |               |               |               |               |               |               |               |               |        |
| Billal Bennama       | Klasse bis 51 kg   | Freilos     | Freilos  | R. Hill       | 3:2           | A. Claro      | 3:2           | Y. Alcántara  | 5:0           | H. Doʻsmatov  | 0:5           | Silber |
| Sofiane Oumiha       | Klasse bis 63,5 kg | Freilos     | Freilos  | O. Al-Kasbeh  | 5:0           | R. Kovács     | 5:0           | W. Sanford    | 4:1           | E. Álvarez    | 2:3           | Silber |
| Makan Traoré         | Klasse bis 71 kg   | A. Walsh    | 4:0      | N. Terterjan  | 1:4           | ausgeschieden | ausgeschieden | ausgeschieden | ausgeschieden | ausgeschieden | ausgeschieden | 9      |
| Djamili-Dini Aboudou | Klasse ab 92 kg    | —           | —        | M. Kadi       | 4:1           | G. Congo      | 4:1           | A. Ghadfa     | 0:5           | ausgeschieden | ausgeschieden | Bronze |

### Breaking
| Athleten                         | Wettbewerb | Qualifikation | Qualifikation | Viertelfinale   | Viertelfinale | Halbfinale         | Halbfinale    | Finale / Platz 3   | Finale / Platz 3 | Rang   |
| Athleten                         | Wettbewerb | Punkte        | Rang          | Gegner          | Ergebnis      | Gegner             | Ergebnis      | Gegner             | Ergebnis         | Rang   |
| -------------------------------- | ---------- | ------------- | ------------- | --------------- | ------------- | ------------------ | ------------- | ------------------ | ---------------- | ------ |
| Frauen                           |            |               |               |                 |               |                    |               |                    |                  |        |
| Carlota Dudek (Señorita Carlota) | B-Girls    | 0             | 4             | ausgeschieden   | ausgeschieden | ausgeschieden      | ausgeschieden | ausgeschieden      | ausgeschieden    | 14     |
| Sya Dembélé (Sissy)              | B-Girls    | 4             | 2             | A. Yuasa Ami    | 0:3           | ausgeschieden      | ausgeschieden | ausgeschieden      | ausgeschieden    | 7      |
| Männer                           |            |               |               |                 |               |                    |               |                    |                  |        |
| Gaëtan Alin (Lagaet)             | B-Boys     | 1             | 4             | ausgeschieden   | ausgeschieden | ausgeschieden      | ausgeschieden | ausgeschieden      | ausgeschieden    | 13     |
| Danis Civil (Dany Dann)          | B-Boys     | 4             | 2             | J. Louis Jeffro | 2:1           | V. Montalvo Victor | 2:1           | P. Kim Phil Wizard | 0:3              | Silber |

### Fechten
| Athleten                                                                              | Wettbewerb         | 1. Runde | 1. Runde | 2. Runde             | 2. Runde | Achtelfinale  | Achtelfinale  | Viertelfinale | Viertelfinale | Halbfinale / Klassifikation | Halbfinale / Klassifikation | Finale / Platzierung | Finale / Platzierung | Rang   |
| Athleten                                                                              | Wettbewerb         | Gegner   | Ergebnis | Gegner               | Ergebnis | Gegner        | Ergebnis      | Gegner        | Ergebnis      | Gegner                      | Ergebnis                    | Gegner               | Ergebnis             | Rang   |
| ------------------------------------------------------------------------------------- | ------------------ | -------- | -------- | -------------------- | -------- | ------------- | ------------- | ------------- | ------------- | --------------------------- | --------------------------- | -------------------- | -------------------- | ------ |
| Frauen                                                                                |                    |          |          |                      |          |               |               |               |               |                             |                             |                      |                      |        |
| Marie-Florence Candassamy                                                             | Degen Einzel       | Freilos  | Freilos  | N. Ehab              | 15:10    | Yu S.         | 10:15         | ausgeschieden | ausgeschieden | ausgeschieden               | ausgeschieden               | ausgeschieden        | ausgeschieden        | 9      |
| Auriane Mallo-Breton                                                                  | Degen Einzel       | Freilos  | Freilos  | D. F. Beschura       | 14:13    | A. Cebula     | 15:13         | W. Charkowa   | 15:10         | E. Muhari                   | 15:9                        | V. Kong              | 12:13                | Silber |
| Coraline Vitalis                                                                      | Degen Einzel       | Freilos  | Freilos  | R. Knapik-Miazga     | 15:9     | A. Santuccio  | 12:15         | ausgeschieden | ausgeschieden | ausgeschieden               | ausgeschieden               | ausgeschieden        | ausgeschieden        | 11     |
| Marie-Florence Candassamy Auriane Mallo-Breton Coraline Vitalis Alexandra Louis-Marie | Degen Mannschaft   | —        | —        | —                    | —        | —             | —             | Südkorea      | 37:31         | Polen                       | 45:39                       | Italien              | 29:30                | Silber |
| Éva Lacheray                                                                          | Florett Einzel     | Freilos  | Freilos  | K. Miyawaki          | 15:10    | A. Errigo     | 6:15          | ausgeschieden | ausgeschieden | ausgeschieden               | ausgeschieden               | ausgeschieden        | ausgeschieden        | 13     |
| Pauline Ranvier                                                                       | Florett Einzel     | Freilos  | Freilos  | M. Esteban           | 15:7     | M. Favaretto  | 9:15          | ausgeschieden | ausgeschieden | ausgeschieden               | ausgeschieden               | ausgeschieden        | ausgeschieden        | 11     |
| Ysaora Thibus                                                                         | Florett Einzel     | Freilos  | Freilos  | J. Walczyk-Klimaszyk | 12:15    | ausgeschieden | ausgeschieden | ausgeschieden | ausgeschieden | ausgeschieden               | ausgeschieden               | ausgeschieden        | ausgeschieden        | 28     |
| Éva Lacheray Pauline Ranvier Ysaora Thibus Anita Blaze                                | Florett Mannschaft | —        | —        | —                    | —        | —             | —             | Kanada        | 36:38         | China                       | 45:39                       | Polen                | 45:44                | 5      |
| Manon Apithy-Brunet                                                                   | Säbel Einzel       | Freilos  | Freilos  | Ä. Sarybay           | 15:12    | Yoon J.-s.    | 15:9          | T. Gkountoura | 15:13         | Choi S.-b.                  | 15:12                       | S. Balzer            | 15:12                | Gold   |
| Sara Balzer                                                                           | Säbel Einzel       | Freilos  | Freilos  | Y. Daghfous          | 15:9     | N. Erbil      | 15:5          | L. Szűcs      | 15:12         | O. Charlan                  | 15:7                        | M. Apithy-Brunet     | 12:15                | Silber |
| Cécilia Berder                                                                        | Säbel Einzel       | Freilos  | Freilos  | C. Mormile           | 15:10    | T. Gkountoura | 7:15          | ausgeschieden | ausgeschieden | ausgeschieden               | ausgeschieden               | ausgeschieden        | ausgeschieden        | 11     |
| Manon Apithy-Brunet Sara Balzer Cécilia Berder Sarah Noutcha                          | Säbel Mannschaft   | —        | —        | —                    | —        | —             | —             | Algerien      | 45:32         | Südkorea                    | 36:45                       | Japan                | 40:45                | 4      |
| Männer                                                                                |                    |          |          |                      |          |               |               |               |               |                             |                             |                      |                      |        |
| Yannick Borel                                                                         | Degen Einzel       | Freilos  | Freilos  | W. Scharlaimow       | 15:13    | K. Minobe     | 15:11         | M. Yamada     | 12:11         | M. El-Sayed                 | 15:9                        | K. Kanō              | 9:15                 | Silber |
| Romain Cannone                                                                        | Degen Einzel       | Freilos  | Freilos  | J. Beran             | 15:8     | R. Kurbanow   | 10:15         | ausgeschieden | ausgeschieden | ausgeschieden               | ausgeschieden               | ausgeschieden        | ausgeschieden        | 10     |
| Luidgi Midelton                                                                       | Degen Einzel       | Freilos  | Freilos  | E. Alimschanow       | 14:15    | ausgeschieden | ausgeschieden | ausgeschieden | ausgeschieden | ausgeschieden               | ausgeschieden               | ausgeschieden        | ausgeschieden        | 18     |
| Yannick Borel Romain Cannone Luidgi Midelton Paul Allègre                             | Degen Mannschaft   | —        | —        | —                    | —        | —             | —             | Ägypten       | 45:39         | Ungarn                      | 30:45                       | Tschechien           | 41:43                | 4      |
| Enzo Lefort                                                                           | Florett Einzel     | Freilos  | Freilos  | Chen Y.-t.           | 15:12    | G. Meinhardt  | 15:10         | Cheung K. L.  | 14:15         | ausgeschieden               | ausgeschieden               | ausgeschieden        | ausgeschieden        | 6      |
| Julien Mertine                                                                        | Florett Einzel     | Freilos  | Freilos  | K. Matsuyama         | 6:15     | ausgeschieden | ausgeschieden | ausgeschieden | ausgeschieden | ausgeschieden               | ausgeschieden               | ausgeschieden        | ausgeschieden        | 28     |
| Maxime Pauty                                                                          | Florett Einzel     | Freilos  | Freilos  | T. Shikine           | 15:9     | T. Marini     | 15:14         | K. Iimura     | 14:15         | ausgeschieden               | ausgeschieden               | ausgeschieden        | ausgeschieden        | 8      |
| Enzo Lefort Julien Mertine Maxime Pauty Maximilien Chastanet                          | Florett Mannschaft | —        | —        | —                    | —        | —             | —             | China         | 45:35         | Japan                       | 37:45                       | Vereinigte Staaten   | 45:32                | Bronze |
| Boladé Apithy                                                                         | Säbel Einzel       | Freilos  | Freilos  | A. Szatmári          | 15:13    | F. Arfa       | 8:15          | ausgeschieden | ausgeschieden | ausgeschieden               | ausgeschieden               | ausgeschieden        | ausgeschieden        | 12     |
| Sébastien Patrice                                                                     | Säbel Einzel       | Freilos  | Freilos  | M. Rahbari           | 15:13    | M. Szabo      | 13:15         | ausgeschieden | ausgeschieden | ausgeschieden               | ausgeschieden               | ausgeschieden        | ausgeschieden        | 10     |
| Maxime Pianfetti                                                                      | Säbel Einzel       | Freilos  | Freilos  | M. Saron             | 12:15    | ausgeschieden | ausgeschieden | ausgeschieden | ausgeschieden | ausgeschieden               | ausgeschieden               | ausgeschieden        | ausgeschieden        | 21     |
| Boladé Apithy Sébastien Patrice Maxime Pianfetti Jean-Philippe Patrice                | Säbel Mannschaft   | —        | —        | —                    | —        | —             | —             | Ägypten       | 45:41         | Südkorea                    | 39:45                       | Iran                 | 45:25                | Bronze |

### Fußball
| Wettbewerb      | Frauen (Spiele/Tore) | Männer (Spiele/Tore) |
| --------------- | --- | --- |
| Athleten        | Selma Bacha (4/0) Sandy Baltimore (3/0) Delphine Cascarino (4/0) Estelle Cascarino (0/0) Kenza Dali (4/1) Élisa De Almeida (3/0) Kadidiatou Diani (4/0) Onema Grace Geyoro (4/0) Amandine Henry (3/0) Sakina Karchaoui (4/0) Marie-Antoinette Katoto (4/5) Maëlle Lakrar (3/0) Eugénie Le Sommer (3/0) Griedge Mbock Bathy (4/0) Pauline Peyraud-Magnin (3/0) Constance Picaud (2/0) Wendie Renard (3/0) Sandie Toletti (4/0) | Maghnes Akliouche (6/1) Loïc Badé (6/1) Rayan Cherki (3/0) Joris Chotard (6/0) Désiré Doué (5/1) Arnaud Kalimuendo (6/1) Manu Koné (4/0) Alexandre Lacazette (5/1) Bradley Locko (3/0) Castello Lukeba (6/0) Soungoutou Magassa (5/0) Jean-Philippe Mateta (6/5) Enzo Millot (4/0) Obed Nkambadio (1/0) Michael Olise (6/2) Guillaume Restes (5/0) Kiliann Sildillia (5/1) Adrien Truffert (5/0) |
| Trainer         | Hervé Renard | Thierry Henry |
| P-Akkreditierte | Vicki Becho (0/0) Solène Durand (0/0) Léa Le Garrec (0/0) Ève Périsset (1/0) | Théo De Percin (0/0) Andy Diouf (2/0) Johann Lepenant (1/0) Chrislain Matsima (1/0) |
| Gruppenphase    | Kolumbien (3:2) Kanada (1:2) Neuseeland (2:1) | Vereinigte Staaten (3:0) Guinea (1:0) Neuseeland (3:0) |
| Viertelfinale   | Brasilien (0:1) | Argentinien (1:0) |
| Halbfinale      | ausgeschieden | Ägypten (3:1 n. V.) |
| Finale          | ausgeschieden | Spanien (3:5 n. V.) |
| Rang            | 6 | Silber |

### Gewichtheben
| Athleten           | Wettbewerb       | Reißen  | Reißen | Stoßen  | Stoßen | Zweikampf | Zweikampf | Rang |
| Athleten           | Wettbewerb       | Gewicht | Rang   | Gewicht | Rang   | Gewicht   | Rang      | Rang |
| ------------------ | ---------------- | ------- | ------ | ------- | ------ | --------- | --------- | ---- |
| Frauen             |                  |         |        |         |        |           |           |      |
| Dora Tchakounté    | Klasse bis 59 kg | 98 kg   | 9      | 115 kg  | 9      | 213 kg    | 9         | 9    |
| Marie Fegue        | Klasse bis 71 kg | 110 kg  | 6      | 133 kg  | 6      | 243 kg    | 5         | 5    |
| Männer             |                  |         |        |         |        |           |           |      |
| Bernardin Matam    | Klasse bis 73 kg | 145 kg  | 11     | 175 kg  | 9      | 320 kg    | 9         | 9    |
| Romain Imadouchène | Klasse bis 89 kg | 155 kg  | 11     | 196 kg  | 9      | 351 kg    | 9         | 9    |

### Golf
| Athleten         | Runde 1 | Runde 2 | Runde 3 | Runde 4 | Gesamt | Par | Rang |
| ---------------- | ------- | ------- | ------- | ------- | ------ | --- | ---- |
| Frauen           |         |         |         |         |        |     |      |
| Céline Boutier   | 65      | 76      | 71      | 74      | 286    | −2  | 18   |
| Perrine Delacour | 79      | 78      | 74      | 66      | 297    | +9  | 42   |
| Männer           |         |         |         |         |        |     |      |
| Matthieu Pavon   | 71      | 75      | 77      | 74      | 297    | +13 | 58   |
| Victor Perez     | 70      | 67      | 68      | 63      | 268    | −16 | 4    |

### Handball
| Wettbewerb    | Frauen | Männer |
| ------------- | --- | --- |
| Athleten      | Sarah Bouktit (5/1) Cléopâtre Darleux (2/0) Laura Flippes (8/19) Pauletta Foppa (8/26) Laura Glauser (8/1) Léna Grandveau (7/8) Lucie Granier (8/14) Tamara Horacek (8/40) Orlane Kanor (8/24) Coralie Lassource (8/7) Méline Nocandy (6/15) Estelle Nze Minko (8/30) Oriane Ondono (3/1) Hatadou Sako (6/0) Alicia Toublanc (8/23) Chloé Valentini (8/25) Grâce Zaadi (3/3) | Hugo Descat (6/34) Rémi Desbonnet (6/0) Ludovic Fabregas (6/17) Vincent Gérard (6/0) Luka Karabatic (6/1) Nikola Karabatic (6/6) Karl Konan (6/1) Yanis Lenne (3/4) Dika Mem (6/37) Aymeric Minne (3/3) Dylan Nahi (3/4) Valentin Porte (6/10) Elohim Prandi (6/21) Nedim Remili (6/12) Melvyn Richardson (6/7) Nicolas Tournat (3/6) |
| Trainer       | Olivier Krumbholz | Guillaume Gille |
| Gruppenphase  | Ungarn (31:28) Niederlande (32:28) Brasilien (26:20) Angola (38:24) Spanien (32:24) | Dänemark (29:37) Norwegen (22:27) Ägypten (26:26) Argentinien (28:21) Ungarn (24:20) |
| Viertelfinale | Deutschland (26:23) | Deutschland (34:35) |
| Halbfinale    | Schweden (31:28) | ausgeschieden |
| Finale        | Norwegen (21:29) | ausgeschieden |
| Rang          | Silber | 8. Platz |

### Hockey
| Wettbewerb    | Frauen | Männer |
| ------------- | --- | --- |
| Athleten      | Catherine Clot Emma Ponthieu Mickaela Lahlah Paola le Nindre Yohanna L’hopital Philippine Delemazure Gabrielle Verrier Victoire Arnaud Guusje van Bolhuis Mathilde Duffrene Eve Verzura Inès Lardeur Lucie Ehrmann Albane Garot Delfina Gaspari Tessa-Margot Schubert Mathilde Petriaux | Arthur Thieffry Gaspard Xavier Mattéo Desgouillons Lucas Montecot Simon Martin-Brisac Blaise Rogeau Viktor Lockwood Noé Jouin Amaury Bellenger Gaspard Baumgarten François Goyet Christophe Peters-Deutz Eliot Curty Etienne Tynevez Victor Charlet Charles Masson Timothée Clément Brieuc Delemazure |
| Trainer       | Gaël Foulard | Fred Soyez |
| Gruppenphase  | Niederlande (2:6) Belgien (0:5) Deutschland (1:5) Japan (0:1) China (1:7) | Deutschland (2:8) Niederlande (0:4) Spanien (3:3) Großbritannien (1:2) Südafrika (2:5) |
| Viertelfinale | ausgeschieden | ausgeschieden |
| Halbfinale    | ausgeschieden | ausgeschieden |
| Finale        | ausgeschieden | ausgeschieden |
| Rang          | 12 | 11 |

### Judo
| Athleten | Wettbewerb         | 1. Runde             | 1. Runde | 2. Runde   | 2. Runde | Achtelfinale       | Achtelfinale | Viertelfinale    | Viertelfinale | Halbfinale / Trostrunde | Halbfinale / Trostrunde | Finale / Platz 3 | Finale / Platz 3 | Rang   |
| Athleten | Wettbewerb         | Gegner               | Ergebnis | Gegner     | Ergebnis | Gegner             | Ergebnis     | Gegner           | Ergebnis      | Gegner                  | Ergebnis                | Gegner           | Ergebnis         | Rang   |
| --- | ------------------ | -------------------- | -------- | ---------- | -------- | ------------------ | ------------ | ---------------- | ------------- | ----------------------- | ----------------------- | ---------------- | ---------------- | ------ |
| Frauen |                    |                      |          |            |          |                    |              |                  |               |                         |                         |                  |                  |        |
| Shirine Boukli | Klasse bis 48 kg   | T. Beder             | 10s1:0s2 | —          | —        | O. Bedioui         | 10:0s2       | N. Tsunoda       | 0:10          | A. Scutto               | 1:0s1                   | L. Martínez      | 1:0s2            | Bronze |
| Amandine Buchard | Klasse bis 52 kg   | Freilos              | Freilos  | —          | —        | S. Asvesta         | 10:0         | L. Pimenta       | 1s2:0s2       | D. Keldiyorova          | 0:1s2                   | R. Pupp          | 1:0s2            | Bronze |
| Sarah Léonie Cysique | Klasse bis 57 kg   | Freilos              | Freilos  | —          | —        | M. Esteves         | 10:0s1       | H. Funakubo      | 10:0          | C. Deguchi              | 0s3:10s2                | E. Liparteliani  | 11s1:0           | Bronze |
| Clarisse Agbegnenou | Klasse bis 63 kg   | G. Sharir            | 1s1:0s2  | —          | —        | K. Quadros         | 1:0s2        | L. Fazliu        | 10:0          | A. Leški                | 0s1:1s2                 | L. Piovesana     | 10s1:0           | Bronze |
| Marie-Ève Gahié | Klasse bis 70 kg   | Freilos              | Freilos  | —          | —        | M. Goshen          | 10:0         | M. Polleres      | 0:10          | ausgeschieden           | ausgeschieden           | ausgeschieden    | ausgeschieden    | 7      |
| Madeleine Malonga | Klasse bis 78 kg   | Freilos              | Freilos  | —          | —        | P. Sampaio         | 0:11         | ausgeschieden    | ausgeschieden | ausgeschieden           | ausgeschieden           | ausgeschieden    | ausgeschieden    | 9      |
| Romane Dicko | Klasse über 78 kg  | Freilos              | Freilos  | —          | —        | S. Somchischwili   | 10:0         | L. Cerić         | 10:0          | B. Souza                | 0:10                    | M. Žabić         | 10:0             | Bronze |
| Männer |                    |                      |          |            |          |                    |              |                  |               |                         |                         |                  |                  |        |
| Luka Mkheidze | Klasse bis 60 kg   | Freilos              | Freilos  | —          | —        | E. Ariunbold       | 10s1:0s2     | Kim W.-j.        | 1s1:0s2       | S. Yıldız               | 1s2:0s2                 | J. Smetow        | 0:1s2            | Silber |
| Walide Khyar | Klasse bis 66 kg   | M. Rashnonezhad      | 10:0s3   | —          | —        | W. Margwelaschwili | 10s1:0s1     | G. Qyrghysbajew  | 0:10s2        | J. Baschüü              | 1s1:0s1                 | D. Vieru         | 0s1:1s2          | 5      |
| Joan-Benjamin Gaba | Klasse bis 73 kg   | L. Schawdatuaschwili | 10s2:0s3 | —          | —        | A. T. Mlugu        | 10:0         | S. Hashimoto     | 10s1:0s3      | A. Osmanov              | 11s1:0s1                | H. Heydərov      | 0s2:10s2         | Silber |
| Alpha Oumar Djalo | Klasse bis 81 kg   | A. Abdelghany        | 1s1:0s1  | Z. Tçqayev | 10s1:0   | S. Boltaboyev      | 0s1:10       | ausgeschieden    | ausgeschieden | ausgeschieden           | ausgeschieden           | ausgeschieden    | ausgeschieden    | 9      |
| Maxime-Gaël Ngayap Hambou | Klasse bis 90 kg   | D. Klammert          | 10:0     | —          | —        | E. Hacıyev         | 10:0         | T. Tselidis      | 1:0           | S. Murao                | 0:10                    | R. Macedo        | 10:0             | Bronze |
| Aurélien Diesse | Klasse bis 100 kg  | D. Madschidow        | 10:0     | —          | —        | P. Paltchik        | 0:10         | ausgeschieden    | ausgeschieden | ausgeschieden           | ausgeschieden           | ausgeschieden    | ausgeschieden    | 9      |
| Teddy Riner | Klasse über 100 kg | Freilos              | Freilos  | —          | —        | M. Magomedomarov   | 10:0         | G. Tuschischwili | 10:0          | T. Rahimow              | 10:0                    | Kim M.-j.        | 10:0             | Gold   |
| Mixed |                    |                      |          |            |          |                    |              |                  |               |                         |                         |                  |                  |        |
| Shirine Boukli Amandine Buchard Sarah Léonie Cysique Clarisse Agbegnenou Marie-Ève Gahié Madeleine Malonga Romane Dicko Luka Mkheidze Walide Khyar Joan-Benjamin Gaba Alpha Oumar Djalo Maxime-Gaël Ngayap Hambou Aurélien Diesse Teddy Riner | Mixed Team         | Freilos              | Freilos  | —          | —        | Israel             | 4:0          | Südkorea         | 4:1           | Italien                 | 4:1                     | Japan            | 4:3              | Gold   |

### Kanu

#### Kanurennsport
| Athleten                      | Wettbewerb | Vorlauf     | Vorlauf | Viertelfinale | Viertelfinale | Halbfinale    | Halbfinale    | A/B-Finale            | A/B-Finale    | Rang |
| Athleten                      | Wettbewerb | Zeit        | Rang    | Zeit          | Rang          | Zeit          | Rang          | Zeit                  | Rang          | Rang |
| ----------------------------- | ---------- | ----------- | ------- | ------------- | ------------- | ------------- | ------------- | --------------------- | ------------- | ---- |
| Frauen                        |            |             |         |               |               |               |               |                       |               |      |
| Eugénie Dorange               | C1 200 m   | 49,22 s     | 5       | 49,67 s       | 5             | ausgeschieden | ausgeschieden | ausgeschieden         | ausgeschieden | 27   |
| Eugénie Dorange Axelle Renard | C2 500 m   | 2:01,68 min | 6       | 2:00,91 min   | 3             | 1:57,14 min   | 5             | B-Finale: 1:57,02 min | 2             | 10   |
| Manon Hostens                 | K1 500 m   | 1:57,13 min | 5       | 1:52,82 min   | 5             | 1:51,36 min   | 5             | C-Finale: 1:53,10 min | 3             | 19   |
| Manon Hostens Vanina Paoletti | K2 500 m   | 1:45,34 min | 4       | 1:41,43 min   | 2             | 1:40,62 min   | 7             | B-Finale: 1:45,18 min | 5             | 13   |
| Männer                        |            |             |         |               |               |               |               |                       |               |      |
| Adrien Bart                   | C1 1000 m  | 3:46,93 min | 2       | ―             | ―             | 3:49,56 min   | 6             | B-Finale: 3:59,82 min | 8             | 16   |
| Adrien Bart Loïc Léonard      | C2 500 m   | 1:44,00 min | 4       | 1:45,24 min   | 3             | 1:40,98 min   | 5             | B-Finale: 1:43,82 min | 2             | 10   |
| Maxime Beaumont               | K1 1000 m  | 3:30,64 min | 3       | 3:29,66 min   | 1             | 3:30,99 min   | 5             | B-Finale: 3:31,42 min | 7             | 15   |

#### Kanuslalom
| Athleten          | Wettbewerb | Vorlauf  | Vorlauf | Halbfinale | Halbfinale | Finale        | Finale        | Rang   |
| Athleten          | Wettbewerb | Zeit     | Rang    | Zeit       | Rang       | Zeit          | Rang          | Rang   |
| ----------------- | ---------- | -------- | ------- | ---------- | ---------- | ------------- | ------------- | ------ |
| Frauen            |            |          |         |            |            |               |               |        |
| Marjorie Delassus | C1         | 108,34 s | 13      | 118,84 s   | 13         | ausgeschieden | ausgeschieden | 13     |
| Camille Prigent   | K1         | 93,25 s  | 3       | 104,36 s   | 7          | 101,43 s      | 6             | 6      |
| Männer            |            |          |         |            |            |               |               |        |
| Nicolas Gestin    | C1         | 88,78 s  | 1       | 93,12 s    | 1          | 91,36 s       | 1             | Gold   |
| Titouan Castryck  | K1         | 80,09 s  | 1       | 91,56 s    | 3          | 88,42 s       | 2             | Silber |

Boater-Cross
| Athleten         | Wettbewerb | Zeitfahren | Zeitfahren | Vorrunde | Hoffnungslauf | Vorlauf | Viertelfinale | Halbfinale    | Finale        | Rang   |
| Athleten         | Wettbewerb | Zeit       | Rang       | Rang     | Rang          | Rang    | Rang          | Rang          | Rang          | Rang   |
| ---------------- | ---------- | ---------- | ---------- | -------- | ------------- | ------- | ------------- | ------------- | ------------- | ------ |
| Frauen           |            |            |            |          |               |         |               |               |               |        |
| Angèle Hug       | K1 Cross   | 73,27 s    | 10         | 1        | ―             | 1       | 1             | 2             | 2             | Silber |
| Camille Prigent  | K1 Cross   | 70,33 s    | 1          | 1        | ―             | 1       | 3             | ausgeschieden | ausgeschieden | 9      |
| Männer           |            |            |            |          |               |         |               |               |               |        |
| Titouan Castryck | K1 Cross   | 67,29 s    | 3          | 1        | ―             | 1       | 3             | ausgeschieden | ausgeschieden | 9      |
| Boris Neveu      | K1 Cross   | 67,48 s    | 4          | 1        | ―             | 1       | 1             | 3             | 3             | 7      |

### Leichtathletik
Laufen und Gehen
| Athleten                                                                                      | Wettbewerb          | Vorlauf      | Vorlauf | Hoffnungslauf | Hoffnungslauf | Halbfinale    | Halbfinale    | Finale        | Finale        | Rang          |
| Athleten                                                                                      | Wettbewerb          | Zeit         | Rang    | Zeit          | Rang          | Zeit          | Rang          | Zeit          | Rang          | Rang          |
| --------------------------------------------------------------------------------------------- | ------------------- | ------------ | ------- | ------------- | ------------- | ------------- | ------------- | ------------- | ------------- | ------------- |
| Frauen                                                                                        |                     |              |         |               |               |               |               |               |               |               |
| Gémima Joseph                                                                                 | 100 m               | 11,13 s      | 5       | —             | —             | ausgeschieden | ausgeschieden | ausgeschieden | ausgeschieden | ausgeschieden |
| Gémima Joseph                                                                                 | 200 m               | 22,72 s      | 2       | ―             | ―             | 22,69 s       | 7             | ausgeschieden | ausgeschieden | ausgeschieden |
| Hélène Parisot                                                                                | 200 m               | 22,99 s      | 3       | ―             | ―             | 22,55 s       | 3             | ausgeschieden | ausgeschieden | ausgeschieden |
| Anaïs Bourgoin                                                                                | 800 m               | 1:58,47 min  | 4       | 1:59,52 min   | 1             | 1:59,62 min   | 6             | ausgeschieden | ausgeschieden | ausgeschieden |
| Léna Kandissounon                                                                             | 800 m               | 2:00,97 min  | 6       | 2:03,40 min   | 6             | ausgeschieden | ausgeschieden | ausgeschieden | ausgeschieden | ausgeschieden |
| Rénelle Lamote                                                                                | 800 m               | 1:58,59 min  | 2       | ―             | ―             | 1:57,78 min   | 4             | 1:58,19 min   | 5             | 5             |
| Agathe Guillemot                                                                              | 1500 m              | 3:59,22 min  | 5       | ―             | ―             | 3:56,69 min   | 6             | 3:59,08 min   | 9             | 9             |
| Sarah Madeleine                                                                               | 5000 m              | 15:18,62 min | 17      | —             | —             | —             | —             | ausgeschieden | ausgeschieden | ausgeschieden |
| Alessia Zarbo                                                                                 | 10.000 m            | —            | —       | —             | —             | —             | —             | DNF           | DNF           | DNF           |
| Laëticia Bapté                                                                                | 100 m Hürden        | 13,04 s      | 5       | 12,92 s       | 4             | ausgeschieden | ausgeschieden | ausgeschieden | ausgeschieden | ausgeschieden |
| Cyréna Samba-Mayela                                                                           | 100 m Hürden        | 12,56 s      | 3       | ―             | ―             | 12,52 s       | 4             | 12,34 s       | 2             | Silber        |
| Shana Grebo                                                                                   | 400 m Hürden        | 56,70 s      | 7       | 54,91 s       | 1             | 54,84 s       | 4             | ausgeschieden | ausgeschieden | ausgeschieden |
| Louise Maraval                                                                                | 400 m Hürden        | 55,32 s      | 3       | ―             | ―             | 53,83 s       | 2             | 54,53 s       | 8             | 8             |
| Alice Finot                                                                                   | 3000 m Hindernis    | 9:14,78 min  | 2       | —             | —             | —             | —             | 8:58,67 min   | 4             | 4             |
| Flavie Renouard                                                                               | 3000 m Hindernis    | 9:27,70 min  | 10      | —             | —             | —             | —             | ausgeschieden | ausgeschieden | ausgeschieden |
| Mélody Julien                                                                                 | Marathon            | —            | —       | —             | —             | —             | —             | 2:42:32 h     | 74            | 74            |
| Méline Rollin                                                                                 | Marathon            | —            | —       | —             | —             | —             | —             | 2:40:17 h     | 70            | 70            |
| Mekdes Woldu                                                                                  | Marathon            | —            | —       | —             | —             | —             | —             | 2:29:20 h     | 20            | 20            |
| Clémence Beretta                                                                              | 20 km Gehen         | —            | —       | —             | —             | —             | —             | 1:29:55 h     | 15            | 15            |
| Camille Moutard                                                                               | 20 km Gehen         | —            | —       | —             | —             | —             | —             | 1:31:58 h     | 25            | 25            |
| Pauline Stey                                                                                  | 20 km Gehen         | —            | —       | —             | —             | —             | —             | 1:31:59 h     | 26            | 26            |
| Orlann Oliere Gémima Joseph Hélène Parisot Chloé Galet                                        | 4 × 100 m           | 42,13 s      | 2       | —             | —             | —             | —             | 42,23 s       | 4             | 4             |
| Sounkamba Sylla Shana Grebo Amandine Brossier Louise Maraval (Finale) Alexe Déau (Vorlauf)    | 4 × 400 m           | 3:24,73 min  | 3       | —             | —             | —             | —             | 3:21,41 min   | 5             | 5             |
| Männer                                                                                        |                     |              |         |               |               |               |               |               |               |               |
| Pablo Matéo                                                                                   | 200 m               | 20,58 s      | 6       | 20,57 s       | 3             | ausgeschieden | ausgeschieden | ausgeschieden | ausgeschieden | ausgeschieden |
| Ryan Zézé                                                                                     | 200 m               | 20,49 s      | 4       | 20,40 s       | 1             | 20,81 s       | 7             | ausgeschieden | ausgeschieden | ausgeschieden |
| Gilles Biron                                                                                  | 400 m               | 46,19 s      | 7       | 45,87 s       | 2             | ausgeschieden | ausgeschieden | ausgeschieden | ausgeschieden | ausgeschieden |
| Corentin Le Clezio                                                                            | 800 m               | 1:45,42 min  | 4       | 1:45,72 min   | 3             | ausgeschieden | ausgeschieden | ausgeschieden | ausgeschieden | ausgeschieden |
| Benjamin Robert                                                                               | 800 m               | 1:45,92 min  | 4       | 1:45,83 min   | 2             | ausgeschieden | ausgeschieden | ausgeschieden | ausgeschieden | ausgeschieden |
| Gabriel Tual                                                                                  | 800 m               | 1:45,13 min  | 1       | ―             | ―             | 1:45,16 min   | 2             | 1:42,14 min   | 6             | 6             |
| Maël Gouyette                                                                                 | 1500 m              | 3:37,87 min  | 15      | 3:35,42 min   | 9             | ausgeschieden | ausgeschieden | ausgeschieden | ausgeschieden | ausgeschieden |
| Azeddine Habz                                                                                 | 1500 m              | 3:37,95 min  | 9       | 3:35,10 min   | 2             | 3:34,35 min   | 12            | ausgeschieden | ausgeschieden | ausgeschieden |
| Jimmy Gressier                                                                                | 5000 m              | 14:09,95 min | 9       | —             | —             | —             | —             | ausgeschieden | ausgeschieden | ausgeschieden |
| Jimmy Gressier                                                                                | 10.000 m            | —            | —       | —             | —             | —             | —             | 26:58,67 min  | 13            | 13            |
| Hugo Hay                                                                                      | 5000 m              | 14:09,22 min | 7       | —             | —             | —             | —             | 13:26,71 min  | 16            | 16            |
| Yann Schrub                                                                                   | 5000 m              | 13:53,27 min | 11      | —             | —             | —             | —             | 13:20,63 min  | 12            | 12            |
| Yann Schrub                                                                                   | 10.000 m            | —            | —       | —             | —             | —             | —             | DNF           | DNF           | DNF           |
| Wilhem Belocian                                                                               | 110 m Hürden        | 13,48 s      | 5       | 13,45 s       | 2             | 13,52 s       | 8             | ausgeschieden | ausgeschieden | ausgeschieden |
| Raphaël Mohamed                                                                               | 110 m Hürden        | 13,61 s      | 5       | 13,54 s       | 2             | 13,41 s       | 7             | ausgeschieden | ausgeschieden | ausgeschieden |
| Sasha Zhoya                                                                                   | 110 m Hürden        | 13,43 s      | 3       | ―             | ―             | 13,34 s       | 4             | ausgeschieden | ausgeschieden | ausgeschieden |
| Clément Ducos                                                                                 | 400 m Hürden        | 47,69 s      | 2       | ―             | ―             | 47,85 s       | 2             | 47,76 s       | 4             | 4             |
| Wilfried Happio                                                                               | 400 m Hürden        | 48,42 s      | 3       | ―             | ―             | 48,66 s       | 3             | ausgeschieden | ausgeschieden | ausgeschieden |
| Ludvy Vaillant                                                                                | 400 m Hürden        | WD           | WD      | WD            | WD            | WD            | WD            | WD            | WD            | WD            |
| Nicolas-Marie Daru                                                                            | 3000 m Hindernis    | 8:20,52 min  | 8       | —             | —             | —             | —             | ausgeschieden | ausgeschieden | ausgeschieden |
| Louis Gilavert                                                                                | 3000 m Hindernis    | 8:29,16 min  | 9       | —             | —             | —             | —             | ausgeschieden | ausgeschieden | ausgeschieden |
| Alexis Miellet                                                                                | 3000 m Hindernis    | 8:22,08 min  | 9       | —             | —             | —             | —             | ausgeschieden | ausgeschieden | ausgeschieden |
| Hassan Chahdi                                                                                 | Marathon            | —            | —       | —             | —             | —             | —             | 2:10:09 h     | 20            | 20            |
| Nicolas Navarro                                                                               | Marathon            | —            | —       | —             | —             | —             | —             | 2:09:56 h     | 16            | 16            |
| Felix Bour                                                                                    | Marathon            | —            | —       | —             | —             | —             | —             | 2:13:46 h     | 50            | 50            |
| Gabriel Bordier                                                                               | 20 km Gehen         | —            | —       | —             | —             | —             | —             | 1:21:40 h     | 24            | 24            |
| Aurélien Quinion                                                                              | 20 km Gehen         | —            | —       | —             | —             | —             | —             | 1:19:56 h     | 9             | 9             |
| Méba-Mickaël Zézé Jeff Erius Ryan Zézé Pablo Matéo                                            | 4 × 100 m           | 38,34 s      | 2       | —             | —             | —             | —             | 37,81 s       | 6             | 6             |
| Muhammad Kounta Gilles Biron Téo Andant Fabrisio Saïdy                                        | 4 × 400 m           | 2:59,53 min  | 2       | —             | —             | —             | —             | 3:07,30 min   | 9             | 9             |
| Mixed                                                                                         |                     |              |         |               |               |               |               |               |               |               |
| Muhammad Kounta Louise Maraval Fabrisio Saïdy (Vorlauf) Amandine Brossier Téo Andant (Finale) | 4 × 400 m           | 3:10,60 min  | 2       | —             | —             | —             | —             | DSQ           | DSQ           | ―             |
| Aurélien Quinion Clémence Beretta                                                             | Gehen Mixed-Staffel | —            | —       | —             | —             | —             | —             | 2:56:54 h     | 11            | 11            |

Springen und Werfen
| Athleten             | Wettbewerb     | Qualifikation | Qualifikation | Finale        | Finale        | Rang          |
| Athleten             | Wettbewerb     | Weite/Höhe    | Rang          | Weite/Höhe    | Rang          | Rang          |
| -------------------- | -------------- | ------------- | ------------- | ------------- | ------------- | ------------- |
| Frauen               |                |               |               |               |               |               |
| Solène Gicquel       | Hochsprung     | 1,88 m        | 19            | ausgeschieden | ausgeschieden | 19            |
| Nawal Meniker        | Hochsprung     | 1,92 m        | 8             | 1,86 m        | 11            | 11            |
| Marie-Julie Bonnin   | Stabhochsprung | 4,40 m        | 12            | 4,60 m        | 11            | 11            |
| Ninon Chapelle       | Stabhochsprung | 4,40 m        | 12            | 4,40 m        | 14            | 14            |
| Margot Chevrier      | Stabhochsprung | WD            | WD            | WD            | WD            | WD            |
| Hilary Kpatcha       | Weitsprung     | 6,59 m        | 12            | 6,56 m        | 11            | 11            |
| Ilionis Guillaume    | Dreisprung     | 14,05 m       | 12            | 13,78 m       | 12            | 12            |
| Rose Loga            | Hammerwurf     | 68,94 m       | 19            | ausgeschieden | ausgeschieden | 19            |
| Alexandra Tavernier  | Hammerwurf     | ogV           | ogV           | ausgeschieden | ausgeschieden | ausgeschieden |
| Mélina Robert-Michon | Diskuswurf     | 63,77 m       | 7             | 57,03 m       | 12            | 12            |
| Männer               |                |               |               |               |               |               |
| Anthony Ammirati     | Stabhochsprung | 5,60 m        | 15            | ausgeschieden | ausgeschieden | 15            |
| Thibaut Collet       | Stabhochsprung | 5,70 m        | 14            | ausgeschieden | ausgeschieden | 14            |
| Robin Emig           | Stabhochsprung | 5,40 m        | 23            | ausgeschieden | ausgeschieden | 23            |
| Tom Campagne         | Weitsprung     | 7,51 m        | 28            | ausgeschieden | ausgeschieden | 28            |
| Thomas Gogois        | Dreisprung     | 16,77 m       | 15            | ausgeschieden | ausgeschieden | 15            |
| Jean-Marc Pontvianne | Dreisprung     | 16,79 m       | 13            | ausgeschieden | ausgeschieden | 13            |
| Yann Chaussinand     | Hammerwurf     | 76,86 m       | 7             | 77,38 m       | 8             | 8             |
| Lolassonn Djouhan    | Diskuswurf     | 61,93 m       | 19            | ausgeschieden | ausgeschieden | 19            |
| Tom Reux             | Diskuswurf     | 58,22 m       | 29            | ausgeschieden | ausgeschieden | 29            |
| Teura’itera’i Tupaia | Speerwurf      | ogV           | ogV           | ausgeschieden | ausgeschieden | ausgeschieden |

Mehrkampf
| Athletinnen           | 100 m Hürden | 100 m Hürden | Hochsprung | Hochsprung | Kugelstoßen | Kugelstoßen | 200 m   | 200 m  | Weitsprung | Weitsprung | Speerwurf | Speerwurf | 800 m       | 800 m  | Punkte | Rang |
| Athletinnen           | Zeit         | Punkte       | Höhe       | Punkte     | Weite       | Punkte      | Zeit    | Punkte | Weite      | Punkte     | Weite     | Punkte    | Zeit        | Punkte | Punkte | Rang |
| --------------------- | ------------ | ------------ | ---------- | ---------- | ----------- | ----------- | ------- | ------ | ---------- | ---------- | --------- | --------- | ----------- | ------ | ------ | ---- |
| Siebenkampf           |              |              |            |            |             |             |         |        |            |            |           |           |             |        |        |      |
| Auriana Lazraq-Khlass | 13,54 s      | 1044         | 1,68 m     | 830        | 13,69 m     | 773         | 23,87 s | 993    | 5,59 m     | 726        | 45,37 m   | 771       | 2:09,45 min | 973    | 6110   | 16   |

| Athleten        | 100 m   | 100 m | Weitsprung | Weitsprung | Kugelstoßen | Kugelstoßen | Hochsprung | Hochsprung | 400 m   | 400 m | 110 m Hürden | 110 m Hürden | Diskuswurf | Diskuswurf | Stabhochsprung | Stabhochsprung | Speerwurf | Speerwurf | 1500 m      | 1500 m | Punkte | Rang |
| Athleten        | Zeit    | Pkte. | Weite      | Pkte.      | Weite       | Pkte.       | Höhe       | Pkte.      | Zeit    | Pkte. | Zeit         | Pkte.        | Weite      | Pkte.      | Höhe           | Pkte.          | Weite     | Pkte.     | Zeit        | Pkte.  | Punkte | Rang |
| --------------- | ------- | ----- | ---------- | ---------- | ----------- | ----------- | ---------- | ---------- | ------- | ----- | ------------ | ------------ | ---------- | ---------- | -------------- | -------------- | --------- | --------- | ----------- | ------ | ------ | ---- |
| Zehnkampf       |         |       |            |            |             |             |            |            |         |       |              |              |            |            |                |                |           |           |             |        |        |      |
| Makenson Gletty | 10,72 s | 924   | 7,10 m     | 838        | 16,64 m     | 891         | 1,99 m     | 794        | 47,48 s | 934   | 13,96 s      | 980          | 46,03 m    | 788        | 4,70 m         | 819            | 53,02 m   | 633       | 4:35,58 min | 708    | 8309   | 12   |
| Kevin Mayer     | WD      | WD    | WD         | WD         | WD          | WD          | WD         | WD         | WD      | WD    | WD           | WD           | WD         | WD         | WD             | WD             | WD        | WD        | WD          | WD     | WD     | WD   |

### Moderner Fünfkampf
| Athleten              | Fechten | Fechten | Schwimmen   | Schwimmen | Reiten  | Reiten | Combined     | Combined | Punkte | Rang   |
| Athleten              | Bilanz  | Punkte  | Zeit        | Punkte    | Zeit    | Punkte | Zeit         | Punkte   | Punkte | Rang   |
| --------------------- | ------- | ------- | ----------- | --------- | ------- | ------ | ------------ | -------- | ------ | ------ |
| Frauen                |         |         |             |           |         |        |              |          |        |        |
| Élodie Clouvel        | 27+4    | 260     | 2:11,64 min | 287       | 60,71 s | 293    | 11:32,35 min | 608      | 1452   | Silber |
| Marie Oteiza          | 21+0    | 230     | 2:16,84 min | 277       | EL      | 0      | 12:10,05 min | 570      | 1077   | 18     |
| Männer                |         |         |             |           |         |        |              |          |        |        |
| Jean-Baptiste Mourcia | 16+0    | 205     | 2:10,05 min | 290       | 58,67 s | 300    | 9:43,94 min  | 717      | 1512   | 11     |
| Valentin Prades       | 20+1    | 227     | 2:07,07 min | 296       | 59,17 s | 272    | 10:25,43 min | 675      | 1452   | 16     |

### Radsport

#### Bahn
| Athleten                                                                   | Wettbewerb            | Rang | Details                                                                                          |
| -------------------------------------------------------------------------- | --------------------- | ---- | ------------------------------------------------------------------------------------------------ |
| Frauen                                                                     |                       |      |                                                                                                  |
| Mathilde Gros                                                              | Sprint                | 9    |                                                                                                  |
| Mathilde Gros                                                              | Keirin                | 8    |                                                                                                  |
| Taky Marie-Divine Kouamé                                                   | Sprint                | 16   |                                                                                                  |
| Taky Marie-Divine Kouamé                                                   | Keirin                | 27   |                                                                                                  |
| Victoire Berteau Marion Borras Clara Copponi Valentine Fortin Marie Le Net | Mannschaftsverfolgung | 5    | Qualifikation: 4:08,797 min Erste Runde: 4:08,292 min Finale: 4:06,987 min                       |
| Marion Borras Clara Copponi                                                | Madison               | 5    | 17 Punkte                                                                                        |
| Valentine Fortin                                                           | Omnium                | 16   | Scratch: 1 Punkt Temporennen: 4 Punkte Ausscheidungsfahren: 20 Punkte Punktefahren: 25 Punkte    |
| Männer                                                                     |                       |      |                                                                                                  |
| Florian Grengbo Rayan Helal Sébastien Vigier                               | Teamsprint            | 4    | Qualifikation: 42,267 s Erste Runde: 42,376 s Finale: 41,993 s                                   |
| Rayan Helal                                                                | Sprint                | 14   |                                                                                                  |
| Rayan Helal                                                                | Keirin                | 27   |                                                                                                  |
| Sébastien Vigier                                                           | Sprint                | 19   |                                                                                                  |
| Sébastien Vigier                                                           | Keirin                | 19   |                                                                                                  |
| Thomas Boudat Thomas Denis Valentin Tabellion Benjamin Thomas              | Mannschaftsverfolgung | 6    | Qualifikation: 3:45,514 min Erste Runde: 3:45,531 min Finale: 3:47,697 min                       |
| Thomas Boudat Benjamin Thomas                                              | Madison               | 11   | −18 Punkte                                                                                       |
| Benjamin Thomas                                                            | Omnium                | Gold | Scratch: 40 Punkte Temporennen: 20 Punkte Ausscheidungsfahren: 38 Punkte Punktefahren: 98 Punkte |

#### Straße
| Athleten            | Wettbewerb       | Zeit         | Rang   |
| ------------------- | ---------------- | ------------ | ------ |
| Frauen              |                  |              |        |
| Victoire Berteau    | Straßenrennen    | 4:04:23 h    | 27     |
| Audrey Cordon-Ragot | Straßenrennen    | 4:07:04 h    | 38     |
| Audrey Cordon-Ragot | Einzelzeitfahren | 41:51,67 min | 9      |
| Juliette Labous     | Straßenrennen    | 4:07:16 h    | 46     |
| Juliette Labous     | Einzelzeitfahren | 41:19,90 min | 4      |
| Männer              |                  |              |        |
| Julian Alaphilippe  | Straßenrennen    | 6:20:59 h    | 11     |
| Christophe Laporte  | Straßenrennen    | 6:20:50 h    | Bronze |
| Valentin Madouas    | Straßenrennen    | 6:20:45 h    | Silber |
| Kévin Vauquelin     | Straßenrennen    | 6:23:16 h    | 34     |
| Kévin Vauquelin     | Einzelzeitfahren | 38:04,93 min | 15     |

#### Mountainbike
| Athleten               | Wettbewerb    | Zeit      | Rang   |
| ---------------------- | ------------- | --------- | ------ |
| Frauen                 |               |           |        |
| Pauline Ferrand-Prévot | Cross-Country | 1:26:02 h | Gold   |
| Loana Lecomte          | Cross-Country | DNF       | DNF    |
| Männer                 |               |           |        |
| Victor Koretzky        | Cross-Country | 1:26:31 h | Silber |
| Jordan Sarrou          | Cross-Country | 1:29:08 h | 14     |

#### BMX-Rennsport
| Athleten       | Wettbewerb | Viertelfinale | Viertelfinale | Halbfinale | Halbfinale | Finale   | Finale | Rang   |
| Athleten       | Wettbewerb | Punkte        | Rang          | Punkte     | Rang       | Zeit     | Rang   | Rang   |
| -------------- | ---------- | ------------- | ------------- | ---------- | ---------- | -------- | ------ | ------ |
| Frauen         |            |               |               |            |            |          |        |        |
| Axelle Étienne | BMX-Rennen | 16            | 12            | 15         | 5          | 36,273 s | 7      | 7      |
| Männer         |            |               |               |            |            |          |        |        |
| Sylvain André  | BMX-Rennen | 4             | 1             | 5          | 2          | 31,706 s | 2      | Silber |
| Joris Daudet   | BMX-Rennen | 5             | 3             | 5          | 1          | 31,422 s | 1      | Gold   |
| Romain Mahieu  | BMX-Rennen | 5             | 2             | 3          | 1          | 32,022 s | 3      | Bronze |

#### BMX-Freestyle
| Athleten         | Wettbewerb | Qualifikation | Qualifikation | Finale | Finale |
| Athleten         | Wettbewerb | Punkte        | Rang          | Punkte | Rang   |
| ---------------- | ---------- | ------------- | ------------- | ------ | ------ |
| Männer           |            |               |               |        |        |
| Anthony Jeanjean | Freestyle  | 87,58         | 5             | 93,76  | Bronze |
| Frauen           |            |               |               |        |        |
| Laury Perez      | Freestyle  | 83,26         | 9             | 64,30  | 9      |

### Reiten

#### Dressurreiten
| Athleten | Wettbewerb | Prozent / Punkte           | Prozent / Punkte | Prozent / Punkte | Rang |
| Athleten | Wettbewerb | Grand Prix (Qualifikation) | GP Spécial       | GP Kür           | Rang |
| --- | ---------- | -------------------------- | ---------------- | ---------------- | ---- |
| Corentin Pottier mit Gotilas du Feuillard                                                                                | Einzel     | 70,683                     | —                | ausgeschieden    | 29   |
| Alexandre Ayache mit Holmevangs Jolene                                                                                   | Einzel     | 70,279                     | —                | ausgeschieden    | 31   |
| Pauline Basquin mit Sertorius de Rima Z                                                                                  | Einzel     | 73,711                     | —                | 79,118           | 16   |
| Corentin Pottier mit Gotilas du Feuillard Alexandre Ayache mit Holmevangs Jolene Pauline Basquin mit Sertorius de Rima Z | Mannschaft | 214,673                    | 215,289          | —                | 6    |

#### Springreiten
| Athleten | Wettbewerb | Strafpunkte   | Strafpunkte   | Strafpunkte   | Strafpunkte   | Strafpunkte   | Strafpunkte   | Rang   |
| Athleten | Wettbewerb | Einzelwertung | Einzelwertung | Einzelwertung | Nationenpreis | Nationenpreis | Nationenpreis | Rang   |
| Athleten | Wettbewerb | 1. Umlauf     | 2. Umlauf     | Stechen       | 1. Umlauf     | 2. Umlauf     | Stechen       | Rang   |
| --- | ---------- | ------------- | ------------- | ------------- | ------------- | ------------- | ------------- | ------ |
| Julien Épaillard mit Dubai du Cèdre                                                                          | Einzel     | 0             | 4             | ausgeschieden | —             | —             | —             | 4      |
| Simon Delestre mit I.Amelusina R 51                                                                          | Einzel     | 4             | 8             | ausgeschieden | —             | —             | —             | 17     |
| Olivier Perreau mit Dorai D’Aiguilly                                                                         | Einzel     | 4             | ausgeschieden | ausgeschieden | —             | —             | —             | 32     |
| Simon Delestre mit I.Amelusina R 51 Olivier Perreau mit Dorai D’Aiguilly Julien Épaillard mit Dubai du Cèdre | Mannschaft | —             | —             | —             | 12            | 7             | —             | Bronze |

#### Vielseitigkeitsreiten
| Athleten | Wettbewerb | Minuspunkte Dressur | Minuspunkte Gelände | Minuspunkte Springen | Minuspunkte Springen | Minuspunkte Gesamt | Rang   |
| --- | ---------- | ------------------- | ------------------- | -------------------- | -------------------- | ------------------ | ------ |
| Karim Laghouag mit Triton Fontaine                                                                            | Einzel     | 29,60               | 0,00                | 4,00                 | 4,00                 | 37,60              | 15     |
| Stephané Landois mit Chaman Dumontceau                                                                        | Einzel     | 24,40               | 2,80                | 4,40                 | 4,00                 | 35,60              | 14     |
| Nicolas Touzaint mit Diabolo Menthe                                                                           | Einzel     | 27,20               | 3,20                | 8,00                 | 8,00                 | 46,40              | 25     |
| Nicolas Touzaint mit Diabolo Menthe Karim Laghouag mit Triton Fontaine Stephané Landois mit Chaman Dumontceau | Mannschaft | 81,20               | 6,00                | 16,40                | —                    | 103,60             | Silber |

### Ringen

#### Freier Stil
Legende: G = Gewonnen, V = Verloren, S = Schultersieg
| Athleten        | Wettbewerb       | Achtelfinale | Achtelfinale | Viertelfinale | Viertelfinale | Halbfinale    | Halbfinale    | Hoffnungsrunde Halbfinale | Hoffnungsrunde Halbfinale | Hoffnungsrunde Finale | Hoffnungsrunde Finale | Finale        | Finale        | Rang |
| Athleten        | Wettbewerb       | Gegner       | Ergebnis     | Gegner        | Ergebnis      | Gegner        | Ergebnis      | Gegner                    | Ergebnis                  | Gegner                | Ergebnis              | Gegner        | Ergebnis      | Rang |
| --------------- | ---------------- | ------------ | ------------ | ------------- | ------------- | ------------- | ------------- | ------------------------- | ------------------------- | --------------------- | --------------------- | ------------- | ------------- | ---- |
| Frauen          |                  |              |              |               |               |               |               |                           |                           |                       |                       |               |               |      |
| Améline Douarre | Klasse bis 62 kg | A. Godinez   | V 2:5        | ausgeschieden | ausgeschieden | ausgeschieden | ausgeschieden | ausgeschieden             | ausgeschieden             | ausgeschieden         | ausgeschieden         | ausgeschieden | ausgeschieden | 11   |
| Koumba Larroque | Klasse bis 68 kg | T. Ford      | G 6:0        | B. Oborududu  | V 2:6         | ausgeschieden | ausgeschieden | ausgeschieden             | ausgeschieden             | ausgeschieden         | ausgeschieden         | ausgeschieden | ausgeschieden | 9    |

#### Griechisch-römischer Stil
Legende: G = Gewonnen, V = Verloren, S = Schultersieg
| Athleten        | Wettbewerb       | Achtelfinale | Achtelfinale | Viertelfinale | Viertelfinale | Halbfinale    | Halbfinale    | Hoffnungsrunde Halbfinale | Hoffnungsrunde Halbfinale | Hoffnungsrunde Finale | Hoffnungsrunde Finale | Finale        | Finale        | Rang |
| Athleten        | Wettbewerb       | Gegner       | Ergebnis     | Gegner        | Ergebnis      | Gegner        | Ergebnis      | Gegner                    | Ergebnis                  | Gegner                | Ergebnis              | Gegner        | Ergebnis      | Rang |
| --------------- | ---------------- | ------------ | ------------ | ------------- | ------------- | ------------- | ------------- | ------------------------- | ------------------------- | --------------------- | --------------------- | ------------- | ------------- | ---- |
| Männer          |                  |              |              |               |               |               |               |                           |                           |                       |                       |               |               |      |
| Mamadassa Sylla | Klasse bis 67 kg | S. Nasr      | G 1:1        | S. Galstjan   | V 2:3         | ausgeschieden | ausgeschieden | ausgeschieden             | ausgeschieden             | ausgeschieden         | ausgeschieden         | ausgeschieden | ausgeschieden | 8    |

### Rudern
| Athleten                                                | Wettbewerb                  | Vorlauf     | Vorlauf | Vorlauf        | Hoffnungslauf / Viertelfinale | Hoffnungslauf / Viertelfinale | Hoffnungslauf / Viertelfinale | Halbfinale  | Halbfinale | Halbfinale    | Finale      | Finale | Rang |
| Athleten                                                | Wettbewerb                  | Zeit        | Rang    | Qualifikation  | Zeit                          | Rang                          | Qualifikation                 | Zeit        | Rang       | Qualifikation | Zeit        | Rang   | Rang |
| ------------------------------------------------------- | --------------------------- | ----------- | ------- | -------------- | ----------------------------- | ----------------------------- | ----------------------------- | ----------- | ---------- | ------------- | ----------- | ------ | ---- |
| Frauen                                                  |                             |             |         |                |                               |                               |                               |             |            |               |             |        |      |
| Emma Lunatti Élodie Ravera-Scaramozzino                 | Doppelzweier                | 6:48,89 min | 1       | Halbfinale A/B | ―                             | ―                             | ―                             | 6:51,30 min | 3          | A-Finale      | 6:57,35 min | 5      | 5    |
| Claire Bové Laura Tarantola                             | Leichtgewichts-Doppelzweier | 7:03,25 min | 2       | Halbfinale A/B | ―                             | ―                             | ―                             | 7:03,22 min | 4          | B-Finale      | 7:03,24 min | 7      | 7    |
| Männer                                                  |                             |             |         |                |                               |                               |                               |             |            |               |             |        |      |
| Hugo Boucheron Matthieu Androdias                       | Doppelzweier                | 6:18,69 min | 3       | Halbfinale A/B | ―                             | ―                             | ―                             | 6:19,35 min | 4          | B-Finale      | 6:15,28 min | 8      | 8    |
| Hugo Beurey Ferdinan Ludwig                             | Leichtgewichts-Doppelzweier | 6:31,32 min | 3       | Hoffnungslauf  | 6:50,98 min                   | 2                             | Halbfinale A/B                | 6:26,60 min | 4          | B-Finale      | 6:19,73 min | 7      | 7    |
| Benoît Brunet Téo Rayet Guillaume Turlan Thibaud Turlan | Vierer ohne Steuermann      | 6:07,52 min | 3       | Hoffnungslauf  | 5:53,59 min                   | 3                             | B-Finale                      | —           | —          | —             | 5:57,78 min | 8      | 8    |

### 7er-Rugby
| Wettbewerb         | Frauen | Männer |
| ------------------ | --- | --- |
| Athleten           | Séraphine Okemba Anne-Cécile Ciofani Chloé Pelle Lou Noel Joanna Grisez Yolaine Yengo Chloé Jacquet Camille Grassineau Carla Neisen Caroline Drouin Iän Jason Lili Dezou | Jean-Pascal Barraque Antoine Dupont Nelson Épée Théo Forner Aaron Grandidier Jefferson-Lee Joseph Stephen Parez Varian Pasquet Rayan Rebbadj Paulin Riva Jordan Sepho Andy Timo Antoine Zeghdar |
| Trainer            | David Courteix | Jérôme Daret |
| Gruppenphase       | Brasilien (26:0) Japan (49:0) Vereinigte Staaten (31:14) | Vereinigte Staaten (12:12) Uruguay (19:12) Fidschi (12:19) |
| Viertelfinale      | Kanada (14:19) | Argentinien (26:14) |
| Halbfinale         | — | Südafrika (19:5) |
| Finale             | — | Fidschi (28:7) |
| Platzierungsspiele | Irland (19:7) China (21:7) | — |
| Rang               | 5 | Gold |

### Schießen
| Athleten                                 | Wettbewerb                                 | Qualifikation   | Qualifikation | Finale          | Finale        | Rang   |
| Athleten                                 | Wettbewerb                                 | Ringe/ Scheiben | Rang          | Ringe/ Scheiben | Rang          | Rang   |
| ---------------------------------------- | ------------------------------------------ | --------------- | ------------- | --------------- | ------------- | ------ |
| Frauen                                   |                                            |                 |               |                 |               |        |
| Camille Jedrzejewski                     | 25 m Sportpistole                          | 585             | 7             | 37              | 2             | Silber |
| Camille Jedrzejewski                     | 10 m Luftpistole                           | 573             | 18            | ausgeschieden   | ausgeschieden | 18     |
| Mathilde Lamolle                         | 25 m Sportpistole                          | 578             | 23            | ausgeschieden   | ausgeschieden | 23     |
| Judith Gomez                             | 50 m Kleinkalibergewehr Dreistellungskampf | 584             | 17            | ausgeschieden   | ausgeschieden | 17     |
| Manon Herbulot                           | 10 m Luftgewehr                            | 625,2           | 33            | ausgeschieden   | ausgeschieden | 33     |
| Océanne Muller                           | 10 m Luftgewehr                            | 631,3           | 8             | 187,1           | 5             | 5      |
| Lucie Anastassiou                        | Skeet                                      | 119             | 9             | ausgeschieden   | ausgeschieden | 9      |
| Carole Cormenier                         | Trap                                       | 110             | 28            | ausgeschieden   | ausgeschieden | 28     |
| Mélanie Couzy                            | Trap                                       | 109             | 29            | ausgeschieden   | ausgeschieden | 29     |
| Männer                                   |                                            |                 |               |                 |               |        |
| Clément Bessaguet                        | 25 m Schnellfeuerpistole                   | 585             | 7             | ausgeschieden   | ausgeschieden | 7      |
| Jean Quiquampoix                         | 25 m Schnellfeuerpistole                   | 578             | 22            | ausgeschieden   | ausgeschieden | 22     |
| Florian Fouquet                          | 10 m Luftpistole                           | 566             | 28            | ausgeschieden   | ausgeschieden | 28     |
| Romain Aufrère                           | 50 m Kleinkalibergewehr Dreistellungskampf | 588             | 15            | ausgeschieden   | ausgeschieden | 15     |
| Romain Aufrère                           | 10 m Luftgewehr                            | 621,4           | 45            | ausgeschieden   | ausgeschieden | 45     |
| Lucas Kryzs                              | 50 m Kleinkalibergewehr Dreistellungskampf | 592             | 4             | 418,9           | 6             | 6      |
| Lucas Kryzs                              | 10 m Luftgewehr                            | 629,4           | 11            | ausgeschieden   | ausgeschieden | 11     |
| Éric Delaunay                            | Skeet                                      | 122             | 9             | ausgeschieden   | ausgeschieden | 9      |
| Sébastien Guerrero                       | Trap                                       | 119             | 19            | ausgeschieden   | ausgeschieden | 19     |
| Mixed                                    |                                            |                 |               |                 |               |        |
| Manon Herbulot Romain Aufrere            | 10 m Luftgewehr Mannschaft                 | 627,4           | 9             | ausgeschieden   | ausgeschieden | 9      |
| Océanne Muller Lucas Bernard Denis Kryzs | 10 m Luftgewehr Mannschaft                 | 625,8           | 14            | ausgeschieden   | ausgeschieden | 14     |
| Camille Jedrzejewski Florian Fouquet     | 10 m Luftpistole Mannschaft                | 565             | 17            | ausgeschieden   | ausgeschieden | 17     |
| Lucie Anastassiou Éric Delaunay          | Skeet Mannschaft                           | 143             | 9             | ausgeschieden   | ausgeschieden | 9      |

### Schwimmen
| Athleten | Wettbewerb          | Vorlauf        | Vorlauf | Halbfinale    | Halbfinale    | Finale             | Finale        | Rang   |
| Athleten | Wettbewerb          | Zeit           | Rang    | Zeit          | Rang          | Zeit               | Rang          | Rang   |
| --- | ------------------- | -------------- | ------- | ------------- | ------------- | ------------------ | ------------- | ------ |
| Frauen |                     |                |         |               |               |                    |               |        |
| Béryl Gastaldello | 50 m Freistil       | 24,60 s        | 10      | 24,66 s       | 11            | ausgeschieden      | ausgeschieden | 11     |
| Béryl Gastaldello | 100 m Freistil      | 53,65 s        | 9       | 54,29 s       | 16            | ausgeschieden      | ausgeschieden | 16     |
| Béryl Gastaldello | 100 m Rücken        | 59,31 s        | 6       | 59,29 s       | 7             | 59,80 s            | 8             | 8      |
| Mélanie Henique | 50 m Freistil       | 25,05 s        | 22      | ausgeschieden | ausgeschieden | ausgeschieden      | ausgeschieden | 22     |
| Marie Wattel | 100 m Freistil      | 53,70 s        | 12      | 53,38 s       | 10            | ausgeschieden      | ausgeschieden | 10     |
| Marie Wattel | 100 m Schmetterling | 57,54 s        | 10      | 57,24 s       | 9             | ausgeschieden      | ausgeschieden | 9      |
| Anastasiia Kirpichnikova | 400 m Freistil      | 4:10,32 min    | 15      | —             | —             | ausgeschieden      | ausgeschieden | 15     |
| Anastasiia Kirpichnikova | 800 m Freistil      | 8:22,99 min    | 8       | —             | —             | 8:22,80 min        | 7             | 7      |
| Anastasiia Kirpichnikova | 1500 m Freistil     | 15:52,46 min   | 3       | —             | —             | 15:40,35 min NR    | 2             | Silber |
| Emma Terebo | 100 m Rücken        | 59,10 s        | 5       | 59,50 s       | 8             | 59,40 s            | 7             | 7      |
| Emma Terebo | 200 m Rücken        | 2:09,66 min    | 8       | 2:09,38 min   | 9             | ausgeschieden      | ausgeschieden | 9      |
| Pauline Mahieu | 200 m Rücken        | 2:10,30 min    | 14      | 2:09,56 min   | 11            | ausgeschieden      | ausgeschieden | 11     |
| Charlotte Bonnet | 200 m Lagen         | 2:11,47 min    | 10      | 2:12,80 min   | 16            | ausgeschieden      | ausgeschieden | 16     |
| Charlotte Bonnet Béryl Gastaldello Mary-Ambre Moluh Lison Nowaczyk (Vorlauf) Marie Wattel (Finale)                                           | 4 × 100 m Freistil  | 3:35,25 min    | 5       | —             | —             | 3:34,99 min        | 6             | 6      |
| Marine Jehl Anastasiia Kirpichnikova Lucile Tessariol Assia Touati                                                                           | 4 × 200 m Freistil  | 7:59,98 min    | 14      | —             | —             | ausgeschieden      | ausgeschieden | 14     |
| Charlotte Bonnet Béryl Gastaldello (Finale) Mary-Ambre Moluh (Vorlauf) Emma Terebo Marie Wattel                                              | 4 × 100 m Lagen     | 3:57,40 min    | 7       | —             | —             | 3:56,29 min NR     | 6             | 6      |
| Oceane Cassignol | 10 km Freiwasser    | —              | —       | —             | —             | 2:06:09,9 h        | 7             | 7      |
| Caroline Jouisse | 10 km Freiwasser    | —              | —       | —             | —             | 2:06:11,0 h        | 8             | 8      |
| Männer |                     |                |         |               |               |                    |               |        |
| Florent Manaudou | 50 m Freistil       | 21,54 s        | 3       | 21,64 s       | 8             | 21,56 s            | 3             | Bronze |
| Maxime Grousset | 50 m Freistil       | 21,94 s        | 16      | 21,60 s       | 6             | zurückgezogen      | zurückgezogen |        |
| Maxime Grousset | 100 m Freistil      | 47,70 s        | 2       | 47,63 s       | 6             | 47,71 s            | 5             | 5      |
| Maxime Grousset | 100 m Schmetterling | 50,65 s        | 3       | 50,41 s       | 2             | 50,75 s            | 5             | 5      |
| Rafael Fente-Damers | 100 m Freistil      | 48,82 s        | 23      | ausgeschieden | ausgeschieden | ausgeschieden      | ausgeschieden | 23     |
| David Aubry | 400 m Freistil      | 3:47,53 min    | 15      | —             | —             | ausgeschieden      | ausgeschieden | 15     |
| David Aubry | 800 m Freistil      | 7:44,59 min    | 8       | —             | —             | 7:43,59 min        | 5             | 5      |
| David Aubry | 1500 m Freistil     | 14:44,90 min   | 4       | —             | —             | 14:44,66 min NR    | 7             | 7      |
| Pacome Pricout | 800 m Freistil      | 7:57,32 min    | 23      | —             | —             | ausgeschieden      | ausgeschieden | 23     |
| Damien Joly | 1500 m Freistil     | 14:45,52 min   | 7       | —             | —             | 14:52,61 min       | 8             | 8      |
| Yohann Ndoye-Brouard | 100 m Rücken        | 53,20 s        | 6       | 52,63 s       | 3             | 52,77 s            | 7             | 7      |
| Yohann Ndoye-Brouard | 200 m Rücken        | 1:57,92 min    | 15      | 1:58,65 min   | 16            | ausgeschieden      | ausgeschieden | 16     |
| Mewen Tomac | 100 m Rücken        | 53,51 s        | 13      | 53,63 s       | 15            | ausgeschieden      | ausgeschieden | 15     |
| Mewen Tomac | 200 m Rücken        | 1:57,62 min    | 13      | 1:56,43 min   | 7             | 1:55,38 min NR     | 4             | 4      |
| Clement Secchi | 100 m Schmetterling | 51,62 s        | 15      | 51,58 s       | 14            | ausgeschieden      | ausgeschieden | 14     |
| Léon Marchand | 200 m Brust         | 2:09,55 min    | 3       | 2:08,11 min   | 1             | 2:05,85 min OR, ER | 1             | Gold   |
| Léon Marchand | 200 m Schmetterling | 1:55,26 min    | 6       | 1:53,50 min   | 2             | 1:51,21 min OR     | 1             | Gold   |
| Léon Marchand | 200 m Lagen         | 1:57,86 min    | 3       | 1:56,31 min   | 1             | 1:54,06 min OR, ER | 1             | Gold   |
| Léon Marchand | 400 m Lagen         | 4:08,30 min    | 1       | —             | —             | 4:02,95 min OR     | 1             | Gold   |
| Rafael Fente-Damers Guillaume Guth Hadrien Salvan Wizzam-Amazigh Yebba                                                                       | 4 × 100 m Freistil  | 3:14,84 min    | 12      | —             | —             | ausgeschieden      | ausgeschieden | 12     |
| Roman Fuchs Yann Le Goff Hadrien Salvan Wissam-Amazigh Yebba                                                                                 | 4 × 200 m Freistil  | 7:05,61 min    | 3       | —             | —             | 7:04,80 min        | 5             | 5      |
| Rafael Fente-Damers (Vorlauf) Maxime Grousset (Finale) Florent Manaudou (Finale) Léon Marchand Yohann Ndoye-Brouard Clément Secchi (Vorlauf) | 4 × 100 m Lagen     | 3:31,36 min    | 1       | —             | —             | 3:28,38 min NR     | 3             | Bronze |
| Logan Fontaine | 10 km Freiwasser    | —              | —       | —             | —             | 1:51:47,9 h        | 5             | 5      |
| Marc-Antoine Olivier | 10 km Freiwasser    | —              | —       | —             | —             | 1:51:50,9 h        | 7             | 7      |
| Mixed |                     |                |         |               |               |                    |               |        |
| Béryl Gastaldello (Finale) Léon Marchand (Finale) Yohann Ndoye-Brouard Lilou Ressencourt (Vorlauf) Antoine Viquerat (Vorlauf) Marie Wattel   | 4 × 100 m Lagen     | 3:43,99 min NR | 7       | —             | —             | 3:40,96 min NR     | 4             | 4      |

### Segeln
| Athleten                       | Wettbewerb        | Qualifikation | Qualifikation | Medal Race    | Medal Race    | Punkte | Rang   |
| Athleten                       | Wettbewerb        | Punkte        | Rang          | Punkte        | Rang          | Punkte | Rang   |
| ------------------------------ | ----------------- | ------------- | ------------- | ------------- | ------------- | ------ | ------ |
| Frauen                         |                   |               |               |               |               |        |        |
| Hélène Noesmoen                | Windsurfen iQFoiL | 98            | 4             | Viertelfinale | Viertelfinale | ―      | 7      |
| Louise Cervera                 | Laser Radial      | 93            | 8             | 20            | 10            | 113    | 10     |
| Lauriane Nolot                 | Formula Kite      | 12            | 1             | Finale        | Finale        | ―      | Silber |
| Charline Picon Sarah Steyaert  | 49erFX            | 67            | 1             | 12            | 6             | 79     | Bronze |
| Männer                         |                   |               |               |               |               |        |        |
| Nicolas Goyard                 | Windsurfen iQFoiL | 130           | 15            | ausgeschieden | ausgeschieden | 130    | 15     |
| Jean-Baptiste Bernaz           | Laser             | 101           | 12            | ausgeschieden | ausgeschieden | 101    | 12     |
| Axel Mazella                   | Formula Kite      | 22            | 6             | Halbfinale    | Halbfinale    | ―      | 6      |
| Clément Pequin Erwan Fischer   | 49er              | 115           | 12            | ausgeschieden | ausgeschieden | 115    | 12     |
| Mixed                          |                   |               |               |               |               |        |        |
| Camille Lecointre Jérémie Mion | 470er             | 54            | 7             | 2             | 1             | 56     | 6      |
| Tim Mourniac Lou Berthomieu    | Nacra 17          | 72            | 6             | 2             | 1             | 74     | 5      |

### Skateboard
| Athleten          | Wettbewerb | Qualifikation | Qualifikation | Finale        | Finale        | Rang |
| Athleten          | Wettbewerb | Punkte        | Rang          | Punkte        | Rang          | Rang |
| ----------------- | ---------- | ------------- | ------------- | ------------- | ------------- | ---- |
| Frauen            |            |               |               |               |               |      |
| Émilie Alexandre  | Park       | 73,48         | 16            | ausgeschieden | ausgeschieden | 16   |
| Nana Taboulet     | Park       | 42,33         | 21            | ausgeschieden | ausgeschieden | 21   |
| Lucie Schoonheere | Street     | 228,05        | 11            | ausgeschieden | ausgeschieden | 11   |
| Männer            |            |               |               |               |               |      |
| Vincent Matheron  | Park       | 82,02         | 12            | ausgeschieden | ausgeschieden | 12   |
| Joseph Garbaccio  | Street     | 72,57         | 20            | ausgeschieden | ausgeschieden | 20   |
| Aurélien Giraud   | Street     | 143,71        | 16            | ausgeschieden | ausgeschieden | 16   |
| Vincent Milou     | Street     | 252,78        | 9             | ausgeschieden | ausgeschieden | 9    |

### Sportklettern
Speed
| Athleten          | Qualifikation | Qualifikation | Achtelfinale | Achtelfinale | Viertelfinale | Viertelfinale | Halbfinale    | Halbfinale    | Finale / Platz 3 | Finale / Platz 3 | Rang |
| Athleten          | Zeit          | Rang          | Zeit         | Gegner       | Zeit          | Gegner        | Zeit          | Gegner        | Zeit             | Gegner           | Rang |
| ----------------- | ------------- | ------------- | ------------ | ------------ | ------------- | ------------- | ------------- | ------------- | ---------------- | ---------------- | ---- |
| Frauen            |               |               |              |              |               |               |               |               |                  |                  |      |
| Capucine Viglione | 7,53 s        | 10            | 6,86:6,48    | Deng L.      | ausgeschieden | ausgeschieden | ausgeschieden | ausgeschieden | ausgeschieden    | ausgeschieden    | 10   |
| Manon Lebon       | 9,09 s        | 13            | 7,07:6,38    | E. Hunt      | ausgeschieden | ausgeschieden | ausgeschieden | ausgeschieden | ausgeschieden    | ausgeschieden    | 11   |
| Männer            |               |               |              |              |               |               |               |               |                  |                  |      |
| Bassa Mawem       | 5,16 s        | 8             | 5,16:5,17    | J. Tkatsch   | 5,26:4,88     | V. Leonardo   | ausgeschieden | ausgeschieden | ausgeschieden    | ausgeschieden    | 7    |

Kombination
| Athleten       | Qualifikation | Qualifikation | Qualifikation | Qualifikation | Qualifikation | Qualifikation | Finale        | Finale        | Finale        | Finale        | Finale        | Rang |
| Athleten       | Bouldern      | Bouldern      | Lead          | Lead          | Ergebnis      | Rang          | Bouldern      | Bouldern      | Lead          | Lead          | Ergebnis      | Rang |
| Athleten       | Ergebnis      | Rang          | Griffe        | Rang          | Ergebnis      | Rang          | Ergebnis      | Rang          | Griffe        | Rang          | Ergebnis      | Rang |
| -------------- | ------------- | ------------- | ------------- | ------------- | ------------- | ------------- | ------------- | ------------- | ------------- | ------------- | ------------- | ---- |
| Frauen         |               |               |               |               |               |               |               |               |               |               |               |      |
| Zélia Avezou   | 49,3          | 12            | 45,1          | 14            | 94,4          | 14            | ausgeschieden | ausgeschieden | ausgeschieden | ausgeschieden | ausgeschieden | 14   |
| Oriane Bertone | 84,5          | 2             | 45,1          | 14            | 129,6         | 5             | 59,5          | 5             | 45,0          | 8             | 104,5         | 8    |
| Männer         |               |               |               |               |               |               |               |               |               |               |               |      |
| Sam Avezou     | 49,2          | 4             | 12,1          | 14            | 61,3          | 11            | ausgeschieden | ausgeschieden | ausgeschieden | ausgeschieden | ausgeschieden | 11   |
| Paul Jenft     | 34,1          | 9             | 57,0          | 5             | 91,1          | 6             | 24,4          | 6             | 54,0          | 8             | 78,4          | 8    |

### Surfen
| Athleten      | Wettbewerb | 1. Runde | 1. Runde | 2. Runde       | 2. Runde    | 3. Runde     | 3. Runde    | Viertelfinale | Viertelfinale | Halbfinale    | Halbfinale    | Finale / Platz 3 | Finale / Platz 3 | Rang   |
| Athleten      | Wettbewerb | Punkte   | Rang     | Gegner         | Ergebnis    | Gegner       | Ergebnis    | Gegner        | Ergebnis      | Gegner        | Ergebnis      | Gegner           | Ergebnis         | Rang   |
| ------------- | ---------- | -------- | -------- | -------------- | ----------- | ------------ | ----------- | ------------- | ------------- | ------------- | ------------- | ---------------- | ---------------- | ------ |
| Frauen        |            |          |          |                |             |              |             |               |               |               |               |                  |                  |        |
| Johanne Defay | Shortboard | 9,50     | 2        | M. Picklum     | 11,83:7,43  | V. Fierro    | 9,00:7,54   | C. Moore      | 10,34:6,50    | C. Marks      | 12,17:12,17   | B. Hennessy      | 12,66:4,93       | Bronze |
| Vahiné Fierro | Shortboard | 11,17    | 1        | Freilos        | Freilos     | J. Defay     | 7,54:9,00   | ausgeschieden | ausgeschieden | ausgeschieden | ausgeschieden | ausgeschieden    | ausgeschieden    | 9      |
| Männer        |            |          |          |                |             |              |             |               |               |               |               |                  |                  |        |
| Joan Duru     | Shortboard | 13,84    | 1        | Freilos        | Freilos     | A. Cleland   | 18,13:15,17 | K. Vaast      | 12,33:15,33   | ausgeschieden | ausgeschieden | ausgeschieden    | ausgeschieden    | 5      |
| Kauli Vaast   | Shortboard | 13,63    | 2        | M. McGillivray | 14,03:10,67 | G. Colapinto | 15,10:13,83 | J. Duru       | 15,33:12,33   | A. Correa     | 10,96:9,60    | J. Robinson      | 17,67:7,83       | Gold   |

### Synchronschwimmen
| Athletinnen | Wettbewerb | Technische Kür | Technische Kür | Freie Kür | Freie Kür | Akrobatische Kür | Akrobatische Kür | Gesamt   | Gesamt |
| Athletinnen | Wettbewerb | Punkte         | Rang           | Punkte    | Rang      | Punkte           | Rang             | Punkte   | Rang   |
| --- | ---------- | -------------- | -------------- | --------- | --------- | ---------------- | ---------------- | -------- | ------ |
| Frauen |            |                |                |           |           |                  |                  |          |        |
| Anastasia Bayandina Romane Lunel                                                                                        | Duett      | 241,3116       | 10             | 189,0687  | 16        | —                | —                | 430,3803 | 14     |
| Laelys Alavez Anastasia Bayandina Ambre Esnault Laura Gonzalez Romane Lunel Eve Planeix Charlotte Tremble Laura Tremble | Gruppe     | 277,7925       | 6              | 340,0561  | 7         | 268,8001         | 3                | 886,6487 | 4      |

### Taekwondo
| Athleten              | Wettbewerb        | 1. Runde | 1. Runde | Achtelfinale     | Achtelfinale | Viertelfinale | Viertelfinale | Hoffnungsrunde Halbfinale | Hoffnungsrunde Halbfinale | Halbfinale    | Halbfinale    | Hoffnungsrunde Finale | Hoffnungsrunde Finale | Finale        | Finale        | Rang   |
| Athleten              | Wettbewerb        | Gegner   | Ergebnis | Gegner           | Ergebnis     | Gegner        | Ergebnis      | Gegner                    | Ergebnis                  | Gegner        | Ergebnis      | Gegner                | Ergebnis              | Gegner        | Ergebnis      | Rang   |
| --------------------- | ----------------- | -------- | -------- | ---------------- | ------------ | ------------- | ------------- | ------------------------- | ------------------------- | ------------- | ------------- | --------------------- | --------------------- | ------------- | ------------- | ------ |
| Frauen                |                   |          |          |                  |              |               |               |                           |                           |               |               |                       |                       |               |               |        |
| Magda Wiet-Hénin      | Klasse bis 67 kg  | —        | —        | K. Teachout      | 0:2          | ausgeschieden | ausgeschieden | ausgeschieden             | ausgeschieden             | ausgeschieden | ausgeschieden | ausgeschieden         | ausgeschieden         | ausgeschieden | ausgeschieden | 11     |
| Althéa Laurin         | Klasse über 67 kg | —        | —        | M. Abdussalomowa | 2:0          | L. Brandl     | 2:0           | ―                         | ―                         | N. Kuş        | 2:0           | ―                     | ―                     | S. Osipova    | 2:0           | Gold   |
| Männer                |                   |          |          |                  |              |               |               |                           |                           |               |               |                       |                       |               |               |        |
| Cyrian Ravet          | Klasse bis 58 kg  | Freilos  | Freilos  | G. Gurzijew      | 2:0          | Park T.-j.    | 1:2           | Yo. Granado               | 2:0                       | ausgeschieden | ausgeschieden | V. Dell’Aquila        | w.o.                  | ausgeschieden | ausgeschieden | Bronze |
| Souleyman Alaphilippe | Klasse bis 68 kg  | Freilos  | Freilos  | A. Nassar        | 2:0          | J. Pérez      | 1:2           | ausgeschieden             | ausgeschieden             | ausgeschieden | ausgeschieden | ausgeschieden         | ausgeschieden         | ausgeschieden | ausgeschieden | 9      |

### Tennis
| Athleten                               | Wettbewerb | 1. Runde                    | 1. Runde          | 2. Runde      | 2. Runde       | Achtelfinale                | Achtelfinale     | Viertelfinale | Viertelfinale | Halbfinale    | Halbfinale    | Finale / Platz 3 | Finale / Platz 3 | Rang |
| Athleten                               | Wettbewerb | Gegner                      | Ergebnis          | Gegner        | Ergebnis       | Gegner                      | Ergebnis         | Gegner        | Ergebnis      | Gegner        | Ergebnis      | Gegner           | Ergebnis         | Rang |
| -------------------------------------- | ---------- | --------------------------- | ----------------- | ------------- | -------------- | --------------------------- | ---------------- | ------------- | ------------- | ------------- | ------------- | ---------------- | ---------------- | ---- |
| Frauen                                 |            |                             |                   |               |                |                             |                  |               |               |               |               |                  |                  |      |
| Clara Burel                            | Einzel     | K. Siniaková                | 7:63, 6:4         | M. Kostjuk    | 6:73, 2:6      | ausgeschieden               | ausgeschieden    | ausgeschieden | ausgeschieden | ausgeschieden | ausgeschieden | ausgeschieden    | ausgeschieden    | 17   |
| Caroline Garcia                        | Einzel     | J. Cristian                 | 7:5, 3:6, 4:6     | ausgeschieden | ausgeschieden  | ausgeschieden               | ausgeschieden    | ausgeschieden | ausgeschieden | ausgeschieden | ausgeschieden | ausgeschieden    | ausgeschieden    | 33   |
| Warwara Gratschowa                     | Einzel     | B. Haddad Maia              | 4:6, 6:4, 0:6     | ausgeschieden | ausgeschieden  | ausgeschieden               | ausgeschieden    | ausgeschieden | ausgeschieden | ausgeschieden | ausgeschieden | ausgeschieden    | ausgeschieden    | 33   |
| Diane Parry                            | Einzel     | N. Podoroska                | 7:66, 7:5         | I. Świątek    | 1:6, 1:6       | ausgeschieden               | ausgeschieden    | ausgeschieden | ausgeschieden | ausgeschieden | ausgeschieden | ausgeschieden    | ausgeschieden    | 17   |
| Caroline Garcia Diane Parry            | Doppel     | A. Rus / D. Schuurs         | 6:72, 6:3, [10:4] | —             | —              | S. Errani / J. Paolini      | 7:5, 3:6, [8:10] | ausgeschieden | ausgeschieden | ausgeschieden | ausgeschieden | ausgeschieden    | ausgeschieden    | 9    |
| Clara Burel Warwara Gratschowa         | Doppel     | G. Dabrowski / L. Fernandez | 1:6, 5:7          | —             | —              | ausgeschieden               | ausgeschieden    | ausgeschieden | ausgeschieden | ausgeschieden | ausgeschieden | ausgeschieden    | ausgeschieden    | 17   |
| Männer                                 |            |                             |                   |               |                |                             |                  |               |               |               |               |                  |                  |      |
| Arthur Fils                            | Einzel     | M. Arnaldi                  | 4:6, 6:77         | ausgeschieden | ausgeschieden  | ausgeschieden               | ausgeschieden    | ausgeschieden | ausgeschieden | ausgeschieden | ausgeschieden | ausgeschieden    | ausgeschieden    | 33   |
| Ugo Humbert                            | Einzel     | F. Marozsán                 | 6:3, 6:2          | F. Cerúndolo  | 5:7, 7:65, 5:7 | ausgeschieden               | ausgeschieden    | ausgeschieden | ausgeschieden | ausgeschieden | ausgeschieden | ausgeschieden    | ausgeschieden    | 17   |
| Gaël Monfils                           | Einzel     | L. Musetti                  | 1:6, 4:6          | ausgeschieden | ausgeschieden  | ausgeschieden               | ausgeschieden    | ausgeschieden | ausgeschieden | ausgeschieden | ausgeschieden | ausgeschieden    | ausgeschieden    | 33   |
| Corentin Moutet                        | Einzel     | S. Nagal                    | 6:2, 2:6, 7:5     | J.-L. Struff  | kampflos       | T. Paul                     | 6:76, 3:6        | ausgeschieden | ausgeschieden | ausgeschieden | ausgeschieden | ausgeschieden    | ausgeschieden    | 9    |
| Arthur Fils Ugo Humbert                | Doppel     | S. Gillé / J. Vliegen       | 5:7, 4:6          | —             | —              | ausgeschieden               | ausgeschieden    | ausgeschieden | ausgeschieden | ausgeschieden | ausgeschieden | ausgeschieden    | ausgeschieden    | 17   |
| Gaël Monfils Édouard Roger-Vasselin    | Doppel     | N. S. Balaji / R. Bopanna   | 7:5, 6:2          | —             | —              | K. Krawietz / T. Pütz       | 3:6, 1:6         | ausgeschieden | ausgeschieden | ausgeschieden | ausgeschieden | ausgeschieden    | ausgeschieden    | 9    |
| Mixed                                  |            |                             |                   |               |                |                             |                  |               |               |               |               |                  |                  |      |
| Caroline Garcia Édouard Roger-Vasselin | Doppel     | —                           | —                 | —             | —              | E. Shibahara / K. Nishikori | 4:6, 6:3, [7:10] | ausgeschieden | ausgeschieden | ausgeschieden | ausgeschieden | ausgeschieden    | ausgeschieden    | 9    |

### Tischtennis
| Athleten                                    | Wettbewerb | 1. Runde | 1. Runde | 2. Runde      | 2. Runde | 3. Runde    | 3. Runde | Achtelfinale           | Achtelfinale  | Viertelfinale | Viertelfinale | Halbfinale    | Halbfinale    | Finale / Platz 3 | Finale / Platz 3 | Rang   |
| Athleten                                    | Wettbewerb | Gegner   | Erg.     | Gegner        | Erg.     | Gegner      | Erg.     | Gegner                 | Erg.          | Gegner        | Erg.          | Gegner        | Erg.          | Gegner           | Erg.             | Rang   |
| ------------------------------------------- | ---------- | -------- | -------- | ------------- | -------- | ----------- | -------- | ---------------------- | ------------- | ------------- | ------------- | ------------- | ------------- | ---------------- | ---------------- | ------ |
| Frauen                                      |            |          |          |               |          |             |          |                        |               |               |               |               |               |                  |                  |        |
| Jia Nan Yuan                                | Einzel     | Freilos  | Freilos  | F. Bello      | 4:0      | Zhang M.    | 4:1      | H. Hayata              | 0:4           | ausgeschieden | ausgeschieden | ausgeschieden | ausgeschieden | ausgeschieden    | ausgeschieden    | 9      |
| Prithika Pavade                             | Einzel     | Freilos  | Freilos  | N. Shahsavari | 4:1      | M. Batra    | 0:4      | ausgeschieden          | ausgeschieden | ausgeschieden | ausgeschieden | ausgeschieden | ausgeschieden | ausgeschieden    | ausgeschieden    | 17     |
| Jia Nan Yuan Prithika Pavade Charlotte Lutz | Mannschaft | —        | —        | —             | —        | —           | —        | Thailand               | 2:3           | ausgeschieden | ausgeschieden | ausgeschieden | ausgeschieden | ausgeschieden    | ausgeschieden    | 9      |
| Männer                                      |            |          |          |               |          |             |          |                        |               |               |               |               |               |                  |                  |        |
| Félix Lebrun                                | Einzel     | Freilos  | Freilos  | H. Desai      | 4:0      | A. Källberg | 4:2      | D. Ovtcharov           | 4:3           | Lin Y.-j.     | 4:3           | Fan Z.        | 0:4           | H. Calderano     | 4:0              | Bronze |
| Alexis Lebrun                               | Einzel     | Freilos  | Freilos  | S. Lorenzo    | 4:0      | T. Pucar    | 4:0      | H. Calderano           | 1:4           | ausgeschieden | ausgeschieden | ausgeschieden | ausgeschieden | ausgeschieden    | ausgeschieden    | 9      |
| Félix Lebrun Alexis Lebrun Simon Gauzy      | Mannschaft | —        | —        | —             | —        | —           | —        | Slowenien              | 3:0           | Brasilien     | 3:0           | China         | 0:3           | Japan            | 3:2              | Bronze |
| Mixed                                       |            |          |          |               |          |             |          |                        |               |               |               |               |               |                  |                  |        |
| Alexis Lebrun Jia Nan Yuan                  | Doppel     | —        | —        | —             | —        | —           | —        | Lin Y.-j. / Chen S.-y. | 2:4           | ausgeschieden | ausgeschieden | ausgeschieden | ausgeschieden | ausgeschieden    | ausgeschieden    | 9      |

### Triathlon
| Athleten                                                      | Wettbewerb | Zeit      | Rang   |
| ------------------------------------------------------------- | ---------- | --------- | ------ |
| Frauen                                                        |            |           |        |
| Cassandre Beaugrand                                           | Einzel     | 1:54:55 h | Gold   |
| Emma Lombardi                                                 | Einzel     | 1:55:16 h | 4      |
| Léonie Périault                                               | Einzel     | 2:00:40 h | 27     |
| Männer                                                        |            |           |        |
| Léo Bergère                                                   | Einzel     | 1:43:43 h | Bronze |
| Dorian Coninx                                                 | Einzel     | 1:47:37 h | 27     |
| Pierre Le Corre                                               | Einzel     | 1:43:51 h | 4      |
| Mixed                                                         |            |           |        |
| Pierre Le Corre Emma Lombardi Léo Bergère Cassandre Beaugrand | Staffel    | 1:26:47 h | 4      |

### Turnen

#### Gerätturnen
| Athleten                                                                                         | Wettbewerb           | Qualifikation | Qualifikation | Finale        | Finale        | Rang |
| Athleten                                                                                         | Wettbewerb           | Punkte        | Rang          | Punkte        | Rang          | Rang |
| ------------------------------------------------------------------------------------------------ | -------------------- | ------------- | ------------- | ------------- | ------------- | ---- |
| Frauen                                                                                           |                      |               |               |               |               |      |
| Marine Boyer                                                                                     | Boden                | 12,833        | 33            | ausgeschieden | ausgeschieden | 33   |
| Marine Boyer                                                                                     | Schwebebalken        | 13,766        | 10            | ausgeschieden | ausgeschieden | 10   |
| Marine Boyer                                                                                     | Stufenbarren         | 13,200        | 39            | ausgeschieden | ausgeschieden | 39   |
| Mélanie de Jesus dos Santos                                                                      | Boden                | 12,700        | 41            | ausgeschieden | ausgeschieden | 41   |
| Mélanie de Jesus dos Santos                                                                      | Schwebebalken        | 12,366        | 52            | ausgeschieden | ausgeschieden | 52   |
| Mélanie de Jesus dos Santos                                                                      | Stufenbarren         | 12,233        | 67            | ausgeschieden | ausgeschieden | 67   |
| Mélanie de Jesus dos Santos                                                                      | Mehrkampf Einzel     | 51,499        | 33            | ausgeschieden | ausgeschieden | 33   |
| Coline Devillard                                                                                 | Schwebebalken        | 10,866        | 76            | ausgeschieden | ausgeschieden | 76   |
| Coline Devillard                                                                                 | Sprung               | 13,650        | 13            | ausgeschieden | ausgeschieden | 13   |
| Morgane Osyssek-Reimer                                                                           | Schwebebalken        | 10,866        | 76            | ausgeschieden | ausgeschieden | 76   |
| Morgane Osyssek-Reimer                                                                           | Sprung               | 13,650        | 13            | ausgeschieden | ausgeschieden | 13   |
| Morgane Osyssek-Reimer                                                                           | Stufenbarren         | 11,600        | 73            | ausgeschieden | ausgeschieden | 73   |
| Morgane Osyssek-Reimer                                                                           | Mehrkampf Einzel     | 50,466        | 48            | ausgeschieden | ausgeschieden | 48   |
| Ming van Eijken                                                                                  | Boden                | 12,500        | 51            | ausgeschieden | ausgeschieden | 51   |
| Ming van Eijken                                                                                  | Sprung               | 13,783        | 11            | ausgeschieden | ausgeschieden | 11   |
| Ming van Eijken                                                                                  | Stufenbarren         | 13,033        | 44            | ausgeschieden | ausgeschieden | 44   |
| Marine Boyer Mélanie de Jesus dos Santos Coline Devillard Morgane Osyssek-Reimer Ming van Eijken | Mehrkampf Mannschaft | 158,797       | 11            | ausgeschieden | ausgeschieden | 11   |
| Männer                                                                                           |                      |               |               |               |               |      |
| Samir Aït Saïd                                                                                   | Ringe                | 14,933        | 3             | 15,000        | 4             | 4    |

#### Rhythmische Sportgymnastik
| Athletinnen                                                                      | Wettbewerb           | Qualifikation | Qualifikation | Finale        | Finale        | Rang |
| Athletinnen                                                                      | Wettbewerb           | Punkte        | Rang          | Punkte        | Rang          | Rang |
| -------------------------------------------------------------------------------- | -------------------- | ------------- | ------------- | ------------- | ------------- | ---- |
| Frauen                                                                           |                      |               |               |               |               |      |
| Hélène Karbanov                                                                  | Mehrkampf Einzel     | 121,150       | 17            | ausgeschieden | ausgeschieden | 17   |
| Aïnhoa Dot-Espinosa Manelle Inaho Célia Joseph-Noël Justine Lavit Lozéa Vilarino | Mehrkampf Mannschaft | 68.800        | 4             | 66,000        | 6             | 6    |

#### Trampolinturnen
| Athleten      | Wettbewerb | Qualifikation | Qualifikation | Finale        | Finale        | Rang |
| Athleten      | Wettbewerb | Punkte        | Rang          | Punkte        | Rang          | Rang |
| ------------- | ---------- | ------------- | ------------- | ------------- | ------------- | ---- |
| Frauen        |            |               |               |               |               |      |
| Léa Labrousse | Einzel     | 53,220        | 12            | ausgeschieden | ausgeschieden | 12   |
| Männer        |            |               |               |               |               |      |
| Pierre Gouzou | Einzel     | 59,100        | 6             | 58,940        | 6             | 6    |

### Volleyball
| Wettbewerb      | Frauen | Männer |
| --------------- | --- | --- |
| Athleten        | Halimatou Bah Christina Bauer Héléna Cazaute Juliette Gelin Amandine Giardino Lucille Gicquel Iman Ndiaye Léandra Olinga Andela Émilie Respaut Amélie Rotar Nina Stojiljkovic Amandha Sylves | Antoine Brizard Barthélémy Chinenyeze Trévor Clévenot Théo Faure Jenia Grebennikov Quentin Jouffroy Nicolas Le Goff Yacine Louati Earvin N’Gapeth Jean Patry Kévin Tillie Benjamin Toniutti |
| P-Akkreditierte | Maëva Schalk | Timothée Carle |
| Trainer         | Émile Rousseaux | Andrea Giani |
| Gruppenphase    | Serbien 0:3 (17:25, 17:25, 22:25) China 0:3 (18:25, 16:25, 19:25) Vereinigte Staaten 0:3 (27:29, 27:29, 20:25)                                                                               | Serbien 3:2 (23:25, 25:17, 25:17, 21:25, 15:6) Kanada 3:0 (25:20, 25:21, 25:17) Slowenien 2:3 (20:25, 23:25, 27:25, 25:22, 11:15)                                                           |
| Viertelfinale   | ausgeschieden | Deutschland (18:25, 26:28, 25:20, 25:21, 15:13) |
| Halbfinale      | ausgeschieden | Italien (25:20, 25:21, 25:21) |
| Finale          | ausgeschieden | Polen 3:0 (25:19, 25:20, 25:23) |
| Rang            | 11 | Gold |

### Wasserball
| Wettbewerb    | Frauen | Männer |
| ------------- | --- | --- |
| Athleten      | Mia Rycraw Lara Andres Valentine Heurtaux Camélia Bouloukbachi Louise Guillet Orsolya Hertzka Juliette Dhalluin Aurélie Battu Ema Vernoux Camille Radosavljevic Tiziana Raspo Audrey Daule Pasiphaé Martineaud-Perret | Clément Dubois Rémi Saudadier Ugo Crousillat Alexandre Bouet Enzo Khasz Thomas Vernoux Romain Marion-Vernoux Emil Bjorch Mehdi Marzouki Michaël Bodegas Pierre-Frédéric Vanpeperstraete Enzo Nardon Hugo Fontani |
| Trainer       | Émilien Bugeaud | Florian Bruzzo |
| Gruppenphase  | Spanien (6:15) Italien (9:8) Vereinigte Staaten (5:17) Griechenland (4:11) | Ungarn (12:13) Japan (14:13) Australien (8:9) Serbien (8:15) Spanien (8:10) |
| Viertelfinale | ausgeschieden | ausgeschieden |
| Halbfinale    | ausgeschieden | ausgeschieden |
| Finale        | ausgeschieden | ausgeschieden |
| Rang          | 9 | 10 |

### Wasserspringen
| Athleten                    | Wettbewerb            | Vorkampf | Vorkampf | Halbfinale | Halbfinale | Finale        | Finale        | Rang |
| Athleten                    | Wettbewerb            | Punkte   | Rang     | Punkte     | Rang       | Punkte        | Rang          | Rang |
| --------------------------- | --------------------- | -------- | -------- | ---------- | ---------- | ------------- | ------------- | ---- |
| Frauen                      |                       |          |          |            |            |               |               |      |
| Naïs Gillet Juliette Landi  | Synchronspringen 3 m  | —        | —        | —          | —          | 240,03        | 8             | 8    |
| Jade Gillet Emily Hallifax  | Synchronspringen 10 m | —        | —        | —          | —          | 234,84        | 8             | 8    |
| Männer                      |                       |          |          |            |            |               |               |      |
| Jules Bouyer                | Kunstspringen 3 m     | 407,30   | 6        | 438,30     | 6          | 395,70        | 8             | 8    |
| Gwendal Bisch               | Kunstspringen 3 m     | 387,00   | 13       | 392,70     | 16         | ausgeschieden | ausgeschieden | 16   |
| Jules Bouyer Alexis Jandard | Synchronspringen 3 m  | —        | —        | —          | —          | 369,30        | 5             | 5    |
| Gary Hunt Loïs Szymczak     | Synchronspringen 10 m | —        | —        | —          | —          | 314,58        | 8             | 8    |